# Carlomagno

Imperio carolingio (814)

Carlomagno (en latín: Carolus [Karolus] Magnus; 2 de abril de 742, 747 o 748-Aquisgrán, 28 de enero de 814), de nombre personal Carlos, como Carlos I el Grande fue rey de los francos desde 768, rey nominal de los lombardos desde 774 e Imperator Romanum gubernans Imperium desde 800 hasta su muerte. Carlomagno consiguió unir la mayor parte de Europa Occidental y Central y fue el primer emperador reconocido en gobernar Europa Occidental tras la caída del Imperio romano de Occidente, aproximadamente tres siglos antes. El Estado franco expandido que fundó Carlomagno fue el Imperio carolingio, considerado la primera fase de la historia del Sacro Imperio Romano Germánico. Fue canonizado por el antipapa Pascual III —acto que posteriormente se consideró inválido— y algunos lo consideran beatificado (que es un paso en el camino hacia la santidad) en la Iglesia católica. Tradicionalmente, la Iglesia católica lo venera como beato el 28 de enero. La Iglesia ortodoxa no veía con tan buenos ojos a Carlomagno, debido a su apoyo a la cláusula Filioque y a la preferencia que mostró el Papa hacia él como emperador frente a la primera mujer monarca del Imperio bizantino, Irene de Atenas. Estas y otras disputas condujeron a la ruptura de Roma y Constantinopla en el Gran Cisma de 1054.
Hijo del rey Pipino el Breve y de Bertrada de Laon, sucedió a su padre y virreinó con su hermano, Carlomán I. Aunque las relaciones entre ambos se tornaron tensas, la repentina muerte de Carlomán evitó que estallara la guerra. Reforzó las amistosas relaciones que su padre había mantenido con el papado y se convirtió en su protector tras derrotar a los lombardos en Italia. Combatió a los musulmanes que amenazaban sus posesiones en la península ibérica y trató de apoderarse del territorio, aunque tuvo que batirse en retirada y a causa de un ataque de los vascones, perdió a toda su retaguardia, así como a Roldán, en el desfiladero de Roncesvalles. Luchó contra los pueblos eslavos. Tras una larga campaña logró someter a los sajones, obligándolos a convertirse al cristianismo e integrándolos en su reino; de este modo allanó el camino para el establecimiento del Sacro Imperio Romano Germánico bajo la dinastía sajona.
Expandió los distintos reinos francos hasta transformarlos en un imperio, al que incorporó gran parte de Europa Occidental y Central. Conquistó Italia y fue coronado Imperator Augustus por el papa León III el 25 de diciembre de 800 en Roma, gracias a la oportunidad ofrecida por la deposición de Constantino VI y lo que se consideraba la vacancia del trono imperial, ocupado por una mujer, Irene. Estos hechos provocaron la indignación de la corte imperial, que se negó a reconocer su pretendido título. Tras unos frustrados planes de boda entre Carlomagno e Irene, estalló la guerra. Finalmente, en 812 Miguel I Rangabé reconoció a Carlomagno como emperador (aunque no «emperador de los romanos»).
Comúnmente se ha asociado su reinado con el Renacimiento carolingio, un resurgimiento de la cultura y las artes latinas a través del Imperio carolingio, dirigido por la Iglesia católica[cita requerida], que estableció una identidad europea común. Por medio de sus conquistas en el extranjero y sus reformas internas, Carlomagno sentó las bases de lo que sería Europa Occidental en la Edad Media. Hoy día, Carlomagno es considerado no solo como el fundador de las monarquías francesa y alemana, que le nombran como Carlos I, sino también como «el padre de Europa». Pierre Riché escribe:

[...] Disfrutó de un destino excepcional, y por la dirección de su reinado, por sus conquistas, legislación y legendaria estatura, marcó profundamente la historia de Europa Occidental.

Su política expansiva continuó con la conquista y anexión del reino lombardo, realizada en el 774, mediante una alianza de los francos con el Papado. Dominada Italia, Carlomagno concentró sus energías en la conquista de Sajonia, empresa que le exigió dieciocho campañas sucesivas entre los años 772 y 804. La extensión geográfica del reino de Carlomagno correspondía a la totalidad de lo que hoy son Francia, Suiza, Austria, Bélgica, Holanda y Luxemburgo, y la mayor parte de Alemania, Italia, Hungría, la República Checa, Eslovaquia y Croacia. El día de Navidad del año 800 el papa León III coronó a Carlomagno emperador, dando comienzo así un nuevo Imperio germánico, que perviviría hasta comienzos del siglo XIX.
Aunque la continuidad de este Imperio germánico con el Imperio Romano de Occidente, desaparecido tres siglos antes, era una ficción, la restauración de la idea imperial significaba una aspiración a un poder universal por encima de los príncipes de los distintos reinos, que sería la contrapartida temporal de la supremacía del papa en lo espiritual. Esta peculiar alianza y complementariedad del emperador con el papa daría lugar a una pugna por la supremacía entre ambos poderes, que se prolongaría a lo largo de la Edad Media. En una época caracterizada por el alto grado de violencia y de anarquía que presidía la vida social, el Imperio carolingio fue un gran esfuerzo de organización político-administrativa. La dinastía Carolingia siguió al frente del Imperio hasta comienzos del siglo X, y en el Trono de Francia, hasta el 987.

## Contexto histórico

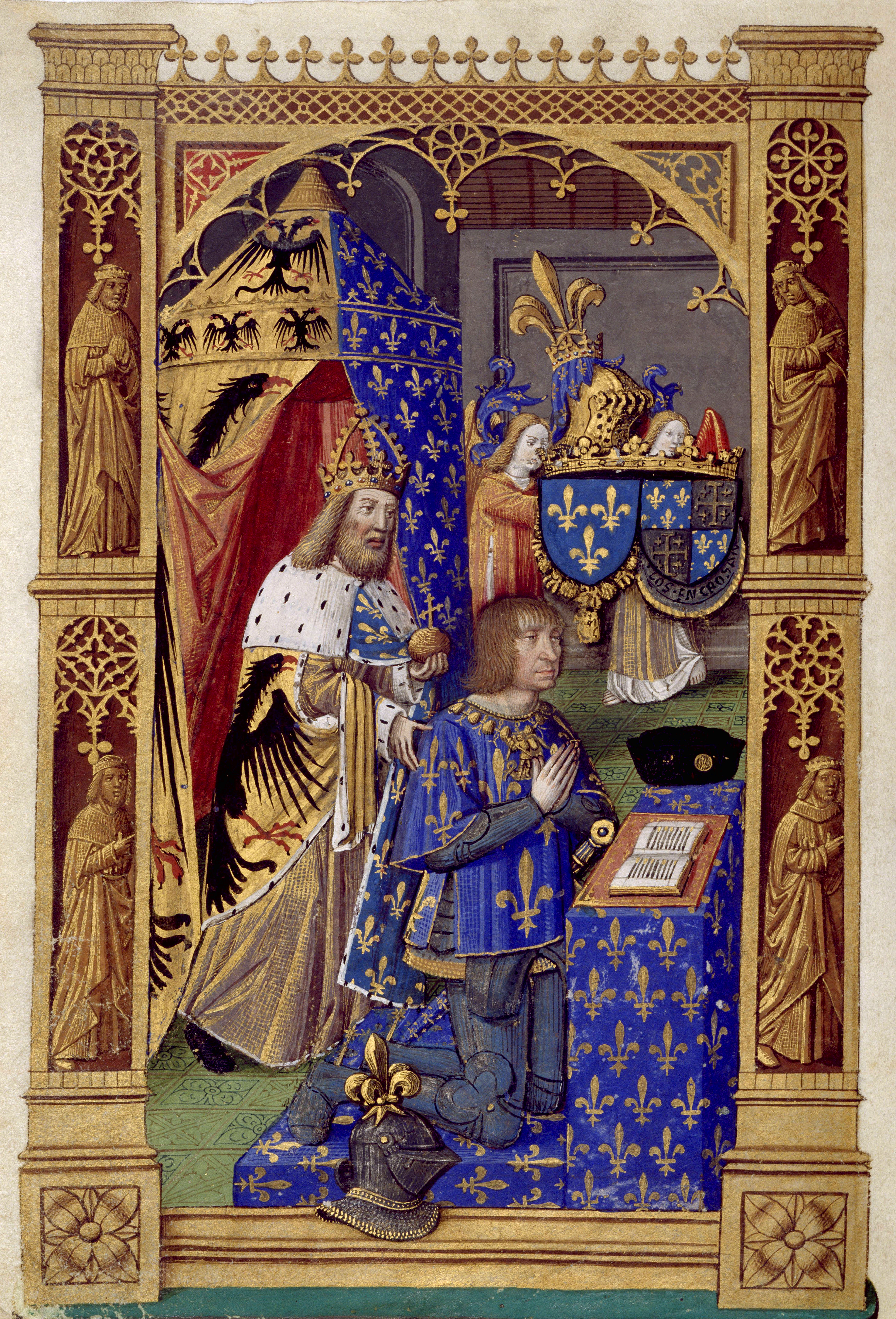
Miniatura del Libro de horas de Carlos VIII de Francia, manuscrito iluminado en pergamino del siglo XV, f.º 13v. Representa a Luis XII orante y tras él, de pie, Carlomagno.

A finales del siglo V se produjo la cristianización de los francos, mediante la conversión de su rey merovingio Clodoveo I. El reino merovingio se convirtió, a partir de la batalla de Vouillé en 507, en el más poderoso entre los reinos resultantes de la caída del Imperio romano de Occidente. Sin embargo, el declive de la dinastía se hizo evidente tras la batalla de Tertry (687) y ningún soberano trató ya de remediar la situación. Finalmente, todos los poderes gubernamentales se ejercerían a través de los oficiales mayores o del Maior domus, es decir, del mayordomo.
Pipino de Heristal, mayordomo de Austrasia, terminó con el conflicto existente entre los diversos reyes francos y sus mayordomos con su victoria en Tertry, tras la que se convirtió en único gobernante de todo el reino franco. Era nieto de dos de las más importantes figuras del reino austrasiano: Arnulfo de Metz y Pipino de Landen. A su muerte, le sucedió su hijo ilegítimo Carlos Martel, «el Martillo», quien jamás adoptó el título de rey. Martel fue sucedido por sus dos hijos: Carlomán y Pipino «el Breve», quien sería el padre de Carlomagno. A fin de frenar el separatismo presente en la periferia del reino, los hermanos emplazaron en el trono a Childerico III, último rey merovingio.
Tras la renuncia de Carlomán a su cargo, Pipino depuso a Childerico con la aprobación del pontífice Zacarías, quien lo eligió y ungió rey de los francos en 751. En 754, Esteban II volvería a ungirle a él y a sus hijos, herederos de un reino que abarcaba la mayor parte de Europa Occidental y Central. Así fue como la dinastía merovingia fue sustituida por la carolingia. El término «carolingio» (en latín medieval karolingi, forma alterada del alto alemán antiguo *karling, kerling, significando ‘descendiente de Carlos’, cf. alto alemán medio kerlinc) deriva del nombre latinizado de Carlos Martel: Carolus.
Bajo esta nueva dinastía el reino franco se extendió sobre la mayor parte de los territorios de Europa Occidental. La división administrativa efectiva durante esta época se corresponde con los modernos países de Francia y Alemania. Francia, geográficamente situada en el centro de Europa, dio origen a una evolución en el terreno religioso, político y artístico que dejó su huella en toda Europa Occidental.

### Fecha y lugar de nacimiento
Generalmente se ha fijado su fecha de nacimiento en el año 743. Sin embargo, diversos factores han llevado a los expertos a reconsiderar esta fecha, ya que su nacimiento se calculó a partir del año de su muerte y en los Annales Petarienses figura otra fecha, el 1 de abril de 747, que coincidía con la Pascua. Esta coincidencia resultaba tan sospechosa que ha sido cuestionada en numerosas ocasiones. Los historiadores modernos defienden que esta fecha constituye una farsa destinada a encumbrar la figura del emperador, y sugieren que este nació un año más tarde, en 748. 
Actualmente es imposible conocer con certeza la fecha de su nacimiento. Las hipótesis más factibles son las del 1 de abril de 747, el 15 de abril de ese mismo año o el 1 de abril de 748. La mayoría de hipótesis sostienen que Carlomagno nació en Herstal, ciudad natal de su padre, de donde eran oriundas las dinastías carolingia y merovingia, y ubicada en las inmediaciones de la actual ciudad belga de Lieja. Cuando tenía siete años, fue a vivir con su padre a Jupille, por lo que en casi todos los libros de historia dicha ciudad aparece como uno de sus posibles lugares de nacimiento. También se han barajado como tal otras ciudades, entre ellas Ingelheim, Prüm, Düren, Gauting y Aquisgrán.

### Idioma
Su idioma materno ha sido objeto de intenso debate. Se presume que su madre hablaba un dialecto germánico común entre los francos de la época; no obstante, los lingüistas difieren en cuanto a la identidad y evolución del idioma. Incluso se ha llegado a afirmar que en el momento de su nacimiento (742/747) el franco antiguo ya se encontraba extinto. Se ha reconstruido la estructura sintáctica y ortográfica del franco antiguo a través de su evolución: el bajo fráncico, que influyó en el francés antiguo y posteriormente dio origen al neerlandés antiguo. El escaso conocimiento del franco antiguo que tienen los lingüistas corresponde a frases y palabras presentes en los códices de leyes de las principales tribus francas, escritos en un latín que integra elementos germánicos.
Su lugar de nacimiento no ha ayudado para determinar su idioma materno. Muchos historiadores han defendido que, al igual que su padre, nació en los alrededores de Lieja; otros afirman que en Aquisgrán, ciudad ubicada a 50 km de la anterior. La cuestión se complica a consecuencia de que esta zona comprende una gran diversidad lingüística. Si se toma la Lieja del año 750, nos encontramos con una región en la que se habla bajo fráncico en el norte y el noroeste, galo-romance en el sur y suroeste, y dialectos del alto alemán en el este. Si se excluye el galo-romance, Carlos habría hablado el antiguo bajo fráncico o un dialecto alto alemán, probablemente con gran influencia franca.
Además de su lengua materna, hablaba latín «con fluidez semejante a la de su propio idioma», además de comprender un poco de griego:

Grecam vero melius intellegere quam pronuntiare poterat.
Comprendía griego mejor que lo hablaba.
Eginardo, Vita Karoli Magni, 25.

### Nombres de Carlomagno

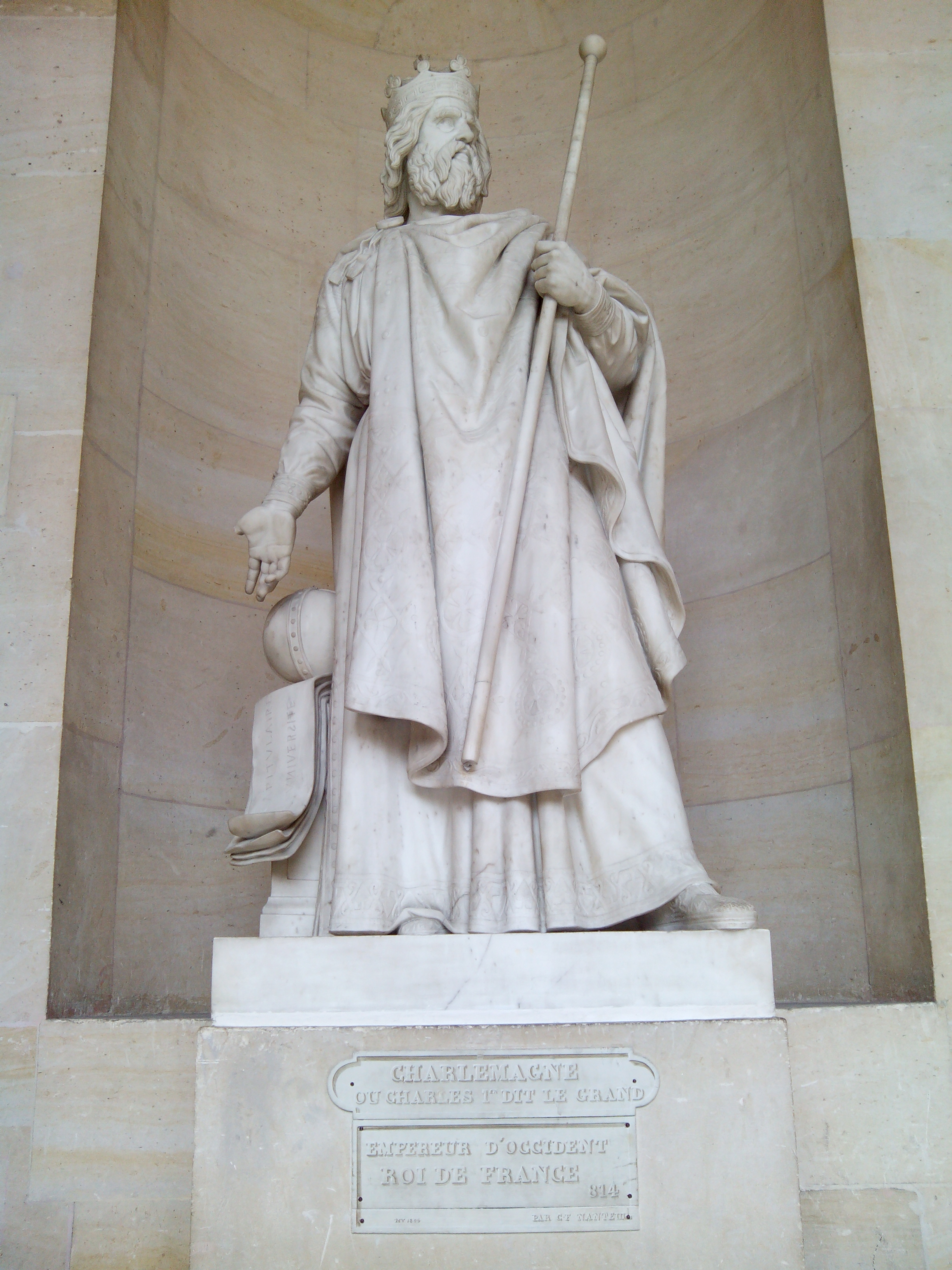
Estatua de Carlomagno en el Palacio de Versalles

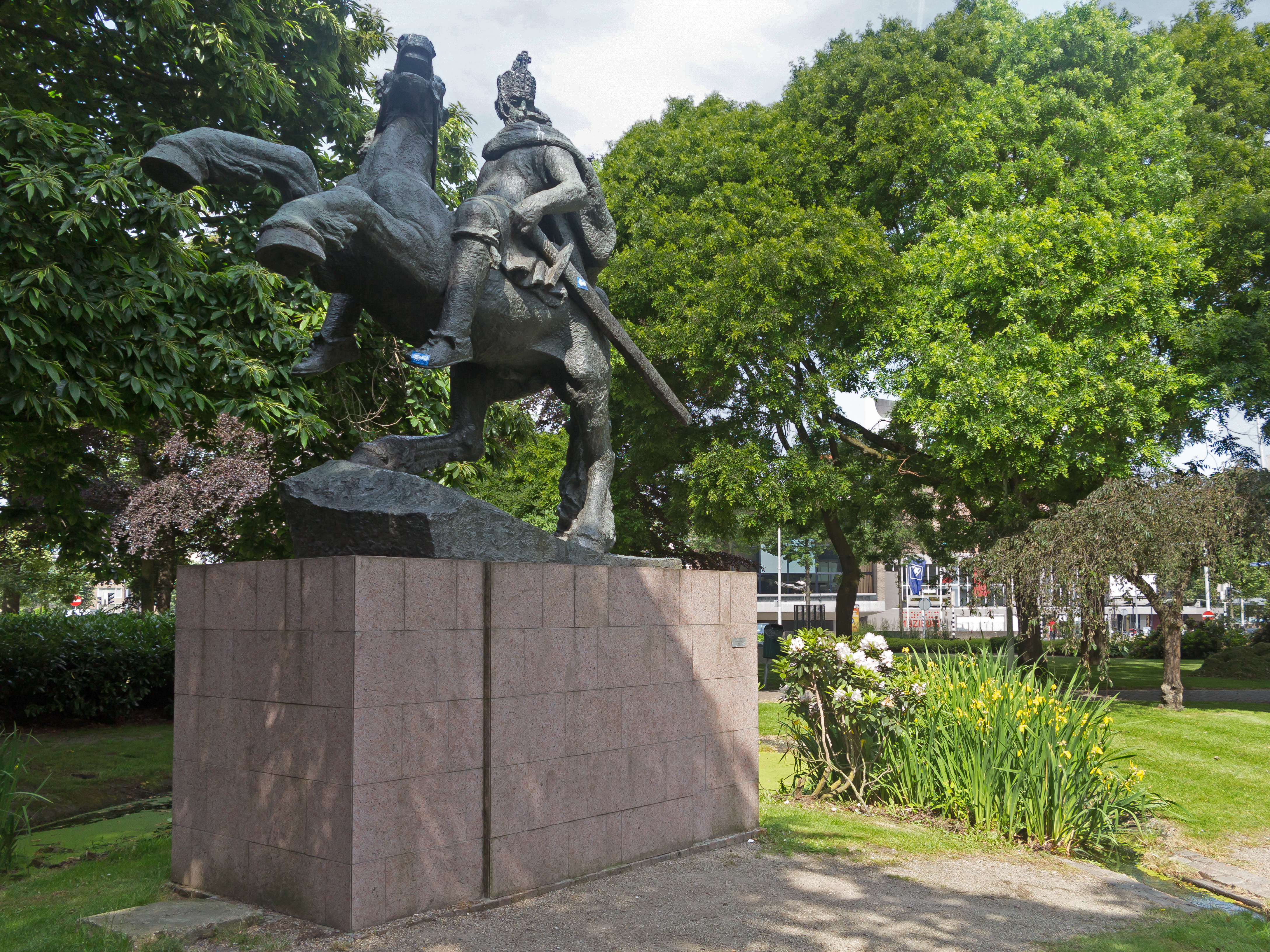
Escultura de Carlomagno sobre el caballo de Albert Termote en Nimega

A consecuencia del número de idiomas hablados dentro del Imperio, y su expansión a escala europea, el nombre de Carlomagno ha sido preservado bajo abundantes formas en un gran número de diferentes lenguas. Su propio idioma ya no existe en sí, sino que evolucionó hasta convertirse en el idioma fráncico.
«Carlos», su nombre de nacimiento, deriva del de su abuelo, Carlos Martel; este nombre proviene a su vez de Karl, lexema germánico que significa ‘hombre’ u ‘hombre libre’, y que está relacionado con el Churl inglés. Los nombres latinos Carolus o Karolus constituyen las primeras formas existentes de su nombre.
En diversos dialectos eslavos, el término «rey» corresponde a una derivación de su nombre eslavizado.[cita requerida]
Las modernas variantes existentes en los idiomas de origen germánico son:
- en danés, noruego y sueco: Karl den Store;
- en neerlandés: Karel de Grote;
- en alemán: Karl der Große;
- en luxemburgués: Karel de Groussen;
- en frisón occidental: Karel de Grutte.

El nombre germánico fue latinizado —Carolus Magnus— y preservado en las modernas lenguas romances:
- en asturleonés: Carlomagnu;
- en español y en gallego: Carlomagno;
- en catalán: Carlemany;
- en aragonés: Carlemanyo;
- en francés: Charlemagne y Charles le Grand, derivación del francés antiguo Charles le Magne;
- en italiano: Carlo Magno y Carlomagno;
- en portugués: Carlos Magno;
- en valón: Tchårlumagne y Tchåle li Grand.

Las variantes modernas de los dialectos eslavos de influencia germana son:
- en croata: Karlo Veliki;
- en checo: Karel Veliký;
- en polaco: Karol Wielki;
- en eslovaco: Karol Veľký;
- en esloveno: Karel Veliki.

La variante bretona es Karl-Veur.

### Aspecto físico
Aunque no existe descripción alguna de Carlomagno contemporánea al monarca, su biógrafo Eginardo ofrece una detallada visión de su aspecto físico en su obra Vita Karoli Magni. En el artículo 22 del escrito afirma:

Corpore fuit amplo atque robusto, statura eminenti, quae tamen iustam non excederet - nam septem suorum pedum proceritatem eius constat habuisse mensuram -, apice capitis rotundo, oculis praegrandibus ac vegetis, naso paululum mediocritatem excedenti, canitie pulchra, facie laeta et hilari. Unde formae auctoritas ac dignitas tam stanti quam sedenti plurima adquirebatur; quamquam cervix obesa et brevior venterque proiectior videretur, tamen haec ceterorum membrorum celabat aequalitas. Incessu firmo totaque corporis habitudine virili; voce clara quidem, sed quae minus corporis formae conveniret.
Fue de cuerpo ancho y robusto, de estatura eminente, sin exceder la justa medida, pues alcanzaba siete pies suyos; de cabeza redonda en la parte superior, ojos muy grandes y brillantes, nariz poco más que mediana, cabellera blanca y hermosa, rostro alegre y regocijado; de suerte que estando de pie como sentado realzaba su figura con gran autoridad y dignidad. Y aunque la cerviz era obesa y breve y el vientre algún tanto prominente, desaparecía todo ello ante la armonía y proporción de los demás miembros. Su andar era firme, y toda la actitud de su cuerpo, varonil; su voz tan clara, que no respondía a la figura corporal.
Eginardo. Vita Karoli Magni, XXII.

El emperador carolingio era conocido entre sus coetáneos por ser un hombre rubio, alto, corpulento y de cuello excesivamente grueso. En su época, la tradicional técnica pictórica romana realista se había visto eclipsada por la costumbre de dibujar los retratos de personalidades rodeados de elementos icónicos. En su condición de monarca ideal debía ser representado de manera correspondiente. A su ascenso al trono se le presenta como la encarnación de Dios en la Tierra; los cuadros de esta época contienen un número considerable de iconos vinculantes a Cristo. Los retratos modernos muestran a un hombre de recia complexión y larga melena rubia, a consecuencia de un error en la interpretación del escrito de su biógrafo; se ha traducido «canitie pulchra» o «hermoso cabello blanco» como melena rubia o dorada.

### Vestimenta
Carlomagno vestía la tradicional, discreta y ordinaria vestimenta de la nación franca. Eginardo la describe así:

Vestitu patrio, id est Francico, utebatur. Ad corpus camisam lineam, et feminalibus lineis induebatur, deinde tunicam, quae limbo serico ambiebatur, et tibialia; tum fasciolis crura et pedes calciamentis constringebat et ex pellibus lutrinis vel murinis thorace confecto umeros ac pectus hieme muniebat.
Vestía a la manera de los francos: camisa de lino y calzones de lo mismo, túnica con pasamanos de seda; envolvía sus piernas con polainas de tiras, y en invierno protegía hombros y pecho con pieles de foca y de marta.
Eginardo. Vita Karoli Magni, XXIII.

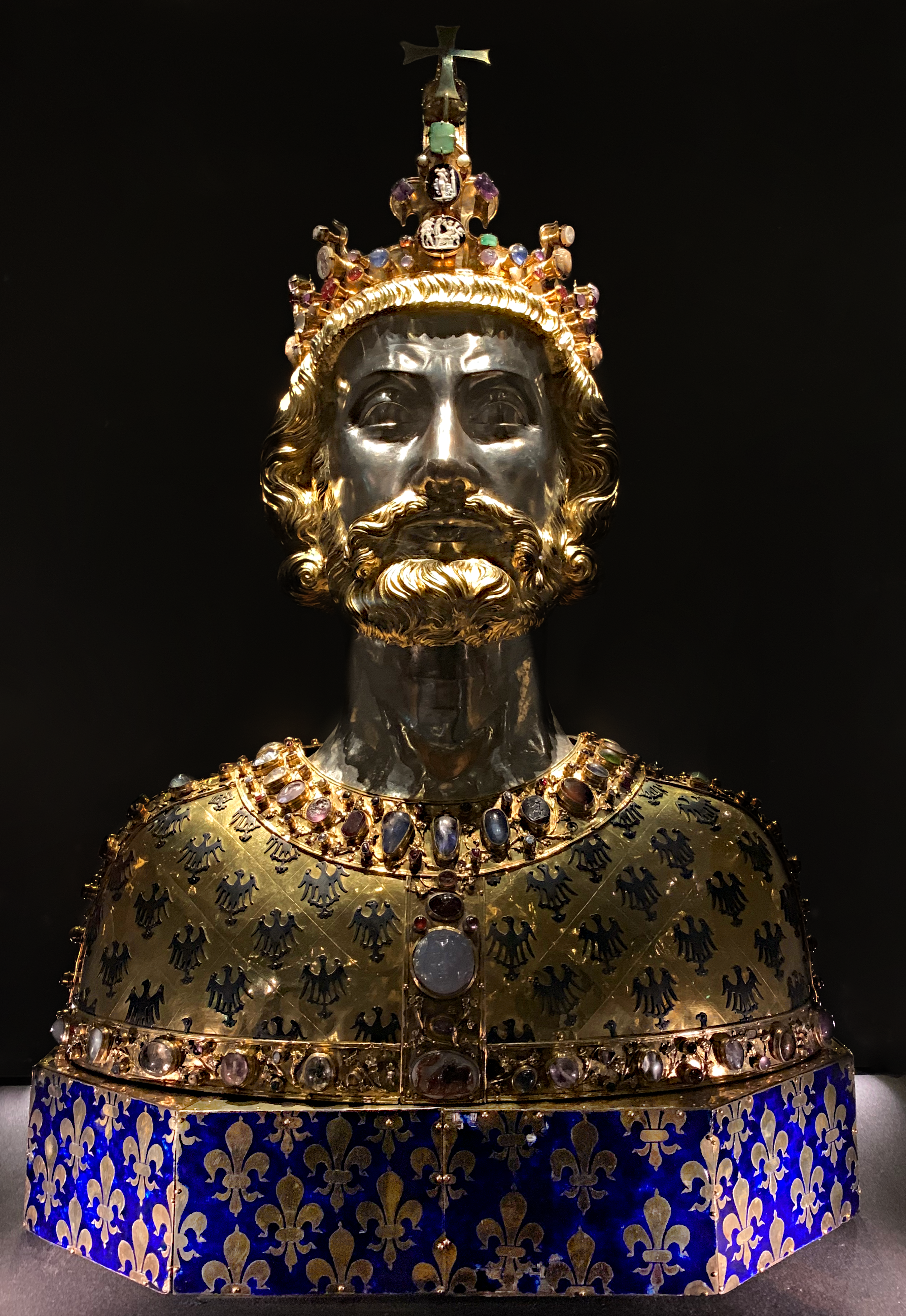
Parte del tesoro de Aquisgrán

Gustaba de llevar una capa azulada, así como una espada, normalmente acabada en una empuñadura dorada o plateada. En los banquetes o recepciones de embajadores portaba imponentes tizonas enjoyadas. No obstante:

Peregrina vero indumenta, quamvis pulcherrima, respuebat nec umquam eis indui patiebatur, excepto quod Romae semel Hadriano pontifice petente et iterum Leone successore eius supplicante longa tunica et clamide amictus, calceis quoque Romano more formatis induebatur.
Los trajes extraños, por hermosos que fuesen, los desechaba, de modo que solo una vez, a petición del pontífice Adriano, y otra a ruegos del papa León, se vistió la larga túnica y la clámide y usó el calzado a la usanza romana.
Eginardo. Vita Karoli Magni, XXIII.

En las festividades importantes portaba diadema y vestía ropajes bordados y enjoyados; en estas ocasiones su capa incluía una hebilla dorada. Sin embargo, Eginardo afirma que el monarca franco despreciaba la ropa ostentosa, vistiéndose comúnmente con arreglo al modo plebeyo.

## Ascenso al poder

### Primeros años de vida
Carlomagno fue el primogénito de Pipino el Breve (714-24 de septiembre de 768, rey desde 751) y su esposa Bertrada de Laon (720-12 de julio de 783), hija de Cariberto de Laon y Gisela de Laon. Entre sus hermanos más jóvenes, los registros solo refieren a Carlomán, Gisela y a un niño llamado Pipino que falleció a corta edad. En ocasiones se ha afirmado que la semilegendaria Redburga, esposa del rey Egberto de Wessex, fue hermana de Carlomagno —o cuñada o sobrina—, y las leyendas lo señalan como tío materno de Roldán a través de una dama llamada Bertha.
La mayor parte de lo que se conoce acerca de su vida procede de los escritos de su biógrafo Eginardo, quien escribió la Vita Karoli Magni (o Vita Caroli Magni, ‘Vida de Carlomagno’). Eginardo afirma sobre los primeros años de vida de Carlos:

De cuius nativitate atque infantia vel etiam pueritia quia neque scriptis usquam aliquid declaratum est, neque quisquam modo superesse invenitur, qui horum se dicat habere notitiam, scribere ineptum iudicans ad actus et mores ceterasque vitae illius partes explicandas ac demonstrandas, omissis incognitis, transire disposui; ita tamen, ut, primo res gestas et domi et foris, deinde mores et studia eius, tum de regni administratione et fine narrando, nihil de his quae cognitu vel digna vel necessaria sunt praetermittam.
Sería disparatado, creo yo, escribir una sola palabra respecto al nacimiento y la infancia de Carlos, o incluso sobre sus primeros años, ya que nunca se escribió nada al respecto y no existe nadie con vida que pueda dar información de ello. En consecuencia, decidí pasar esto por alto y dedicarme de inmediato a su persona, sus obras y otros hechos de su vida que merecen ser relatados y divulgados, y me referiré primero a sus acciones locales y en el extranjero, luego sobre su persona y actividades, y por último acerca de su gobierno y muerte, sin omitir nada que merezca o sea necesario conocer.
Eginardo. Vita Karoli Magni, IV.

Tras la muerte de Pipino, y continuando con la tradición, se dividió el reino de los francos entre Carlomagno y Carlomán. Carlos tomó las regiones exteriores del reino, las cuales bordeaban el mar, es decir, Neustria, el oeste de Aquitania y el norte de Austrasia; mientras que a Carlomán le correspondió la región interior: el sur de Austrasia, Septimania, el este de Aquitania, Borgoña, Provenza y Suabia, territorios que limitaban con Italia.

### Reinado compartido

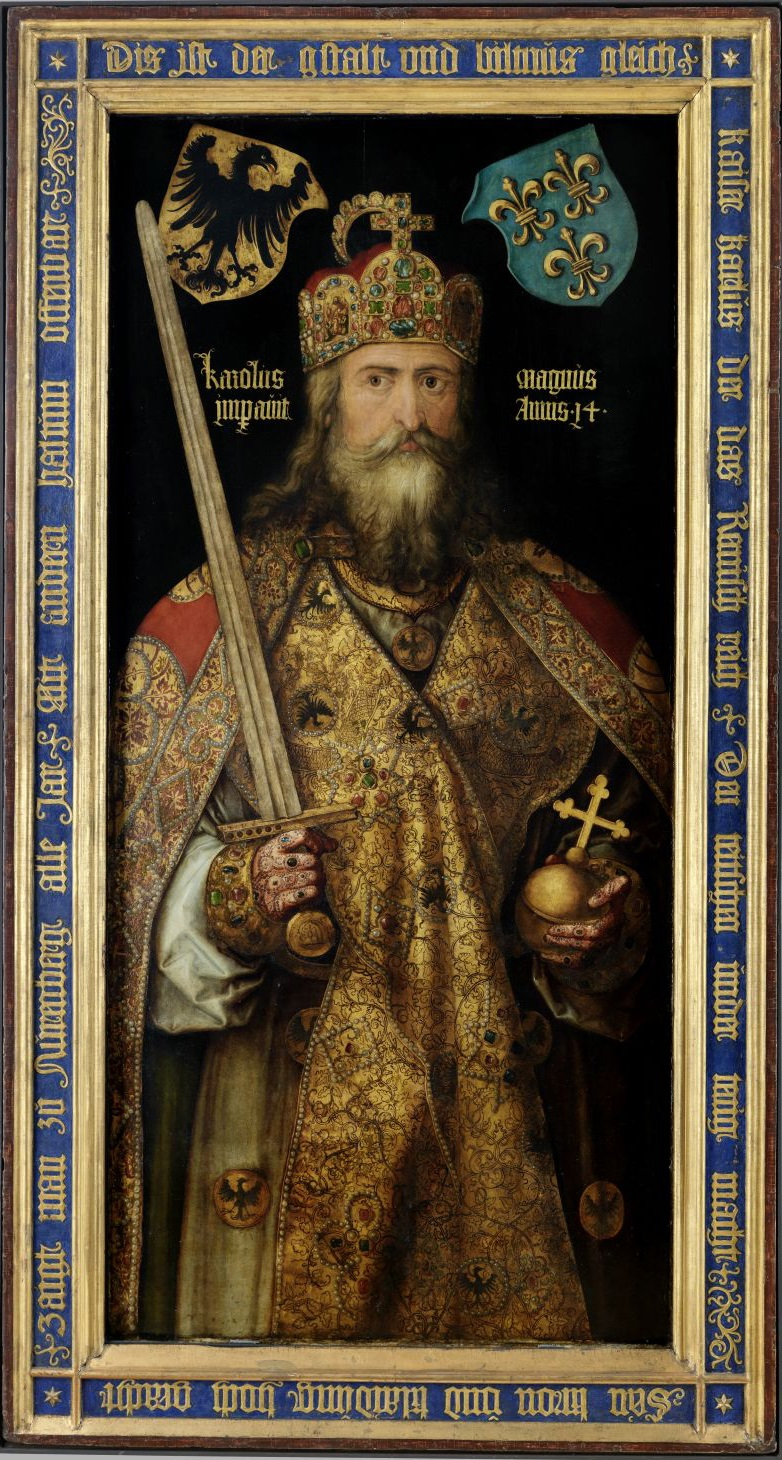
Emperador Carlomagno por Alberto Durero

El 9 de octubre, inmediatamente después de celebrarse el funeral de su padre, ambos jóvenes se marcharon de Saint-Denis a fin de ser coronados reyes por los nobles y ungidos por los obispos. La investidura de Carlomagno tuvo lugar en Noyon, mientras que la de Carlomán lo fue en Soissons.
El primer acontecimiento importante producido durante el reinado conjunto de los hermanos fue el levantamiento de los aquitanos y gascones, en 769, en el territorio dividido entre ambos reyes. Años atrás, Pipino había sofocado la revuelta de Gaifier, duque de Aquitania. Ahora, un hombre llamado Hunaldo —que según parece no se trata del duque Hunaldo— guio a los aquitanos hacia el norte, hasta Angulema. Carlomagno se reunió con Carlomán, pero este se negó a participar y regresó a Burgundia. Carlomagno se dispuso para la guerra y lideró un ejército hacia Burdeos, estableciendo un campamento en Fronsac. Hunaldo se vio obligado a huir a la corte de Lupo II, duque de Gascuña. Lupo, temeroso de Carlomagno, entregó a Hunaldo a cambio de la paz y este fue desterrado a un monasterio. Finalmente, los francos sometieron Aquitania por completo.
Los hermanos mantuvieron una relación tibia gracias a la mediación de su madre, Bertrada, pero en 770 Carlomagno firmó un tratado con el duque Tasilón III de Baviera y se casó con una princesa lombarda, a quien actualmente se conoce como Desiderata, hija del rey Desiderio, con el fin de rodear a Carlomán con sus propios aliados. Pese a la oposición inicial del papa Esteban III a su matrimonio con la princesa lombarda, pronto este tendría pocos motivos para temer una alianza entre francos y lombardos.
Apenas un año después de su matrimonio, Carlomagno repudió a Desiderata y al poco tiempo volvió a casarse con una sueva de 13 años llamada Hildegarda de Anglachgau. La repudiada Desiderata regresó a la corte de su padre en Pavía. Encendida su furia, Desiderio se hubiese aliado gustosamente con Carlomán para derrotar a Carlos, pero Carlomán murió el 5 de diciembre de 771, antes de que estallara el conflicto. La esposa de Carlomán, Gerberga, huyó junto con sus hijos a la corte de Desiderio en busca de protección.

## Campaña en Italia

### La conquista de Lombardía
El año del nombramiento como papa de Adriano I (772), este demandó que le fuera reintegrado el control sobre ciertas ciudades constituyentes del antiguo Exarcado de Rávena, a cambio de un acuerdo respecto de la sucesión de Desiderio. No obstante, Desiderio tomó algunas ciudades papales e invadió Pentápolis en su camino hacia Roma. En otoño, Adriano envió una delegación ante Carlomagno, solicitándole que cumpliera las políticas de su padre, Pipino. A su vez, Desiderio envió su propia embajada negando lo que le imputaba el papa. Ambas delegaciones se reunieron en Thionville, donde el monarca de los francos manifestó su apoyo al papado. A las demandas de Adriano se unieron las de su aliado; viéndose en esta tesitura, el duque toscano juró que jamás cedería. Carlomagno y su tío Bernardo cruzaron los Alpes en 773 y persiguieron a los lombardos hasta sitiarlos en Pavía. Finalmente Carlos abandonó el sitio a fin de hacer frente al hijo de Desiderio, Adelgis, quien estaba levantando un ejército en Verona. Los francos persiguieron al joven príncipe hasta el litoral adriático. Desde allí Adelgis huyó hacia Constantinopla a fin de solicitar la ayuda de Constantino V Kopronymos, por entonces en guerra con Bulgaria.

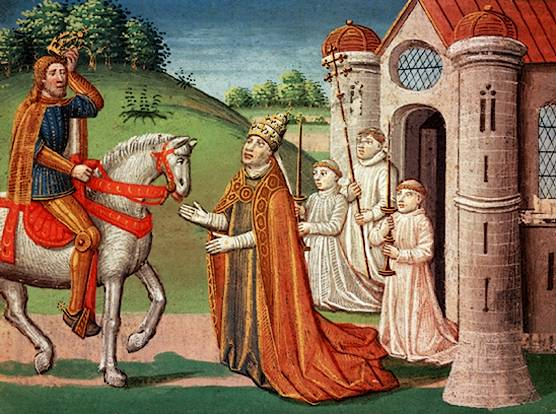
El rey franco Carlomagno era un católico devoto que mantuvo una estrecha relación con el papado durante toda su vida. En 772, cuando el papa Adriano I fue amenazado por los invasores, el rey se dirigió velozmente a Roma para proporcionar su ayuda. En esta imagen puede verse al papa solicitando la asistencia de Carlomagno durante un encuentro cerca de Roma.

El asedio de Pavía se prolongó hasta la primavera de 774, época en que Carlomagno hizo una visita al papa en Roma (2 de abril); allí confirmó las cesiones de territorios que su padre había estipulado en su testamento. Ciertas crónicas posteriores, de dudosa veracidad, afirman que amplió los mismos. Después de que Adriano le concediera el título de patricio regresó a Pavía, donde los lombardos se hallaban al borde de la derrota.
A cambio de sus vidas, los lombardos se rindieron y abrieron las puertas de la ciudad a comienzos de la estación estival. Se envió a Desiderio a la abadía de Corbie; su hijo Adelgis murió en Constantinopla como un patricio. Tras haberse ceñido la Corona Férrea, los señores lombardos —a excepción de Arechis II, quien proclamó la independencia de los territorios bajo su control— rindieron un homenaje al nuevo monarca en Pavía. Al convertirse en nuevo rey de Lombardía, Carlomagno se convertía también en el señor más poderoso de Italia. A su marcha dejó una poderosa guarnición en Pavía, a la que envió tropas de refuerzo cada año.
A pesar de su victoria, los territorios italianos continuaban inestables: en 776, se rebelaron los duques Rodgaudo de Friuli e Hildeprando de Spoleto. Carlomagno se trasladó apresuradamente desde Sajonia a Italia a fin de combatir a los sediciosos. Se enfrentó a Rodgaudo en una batalla que derivó en una victoria aplastante sobre los rebeldes y la muerte del propio duque. Viéndose derrotado, Hildeprando accedió a firmar un tratado de paz. Su co-conspirador, Arechis, no fue sometido y Adelgis, su candidato al trono, jamás abandonó Bizancio. El norte de Italia había sido pacificado.

### Italia meridional
En 787 Carlomagno dirigió su atención hacia Benevento, donde Arechis reinaba de forma independiente; tras asediar Salerno, el duque ofreció su vasallaje. Sin embargo, cuando murió en 792, Benevento volvió a proclamar su independencia bajo la égida de su hijo, Grimoaldo III. Aunque los ejércitos de Carlos y sus hijos le atacaron en repetidas ocasiones, al no regresar el monarca franco al Mezzogiorno, estos territorios no serían nunca sometidos.

## Carlos y sus hijos

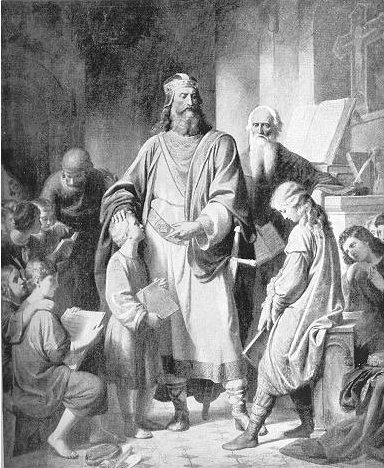
Carlomagno y sus alumnos

Como era tradición entre los monarcas y mayordomos del pasado, Carlos comenzó a nombrar a sus hijos para que ocuparan los cargos de mayor importancia del reino durante el primer periodo de paz por el que atravesó su gobierno (780-782). Habiendo sido ungidos por el papado, hizo reyes a sus dos hijos más jóvenes (781): Carlomán, el mayor de ellos, tomó la Corona Férrea y el nombre de «Pipino» al ser nombrado rey de Italia; y el más joven, Luis, fue nombrado rey de Aquitania. Carlos ordenó que ambos se criaran en el conocimiento de las costumbres de sus reinos, al tiempo que les otorgaba a sus regentes cierto control sobre dichos territorios. No obstante, aunque los dos jóvenes tuvieran la esperanza de heredar el reino algún día, el poder estuvo siempre en manos de su padre. Además, no toleró insubordinación alguna de parte de sus hijos: en 792 desterró a Pipino el Jorobado a consecuencia de una revuelta de la que era partícipe.

Al alcanzar la mayoría de edad, los hijos del monarca combatieron en su nombre durante el transcurso de numerosos conflictos. A Carlos le preocupaban especialmente los bretones, con los que compartía frontera y quienes se rebelaron contra él en al menos dos ocasiones (aunque fueron fácilmente subyugados), y también luchó intensamente contra los sajones. En 805-806 se internó en el Böhmerwald, la moderna Bohemia, a fin de hacer frente a los eslavos que habitaban dichos territorios, los modernos checos. Tras una rápida campaña, les sometió hasta el punto de obligarles a rendirle homenaje. Tras ello los francos devastaron el Valle del Elba e impusieron tributo en la zona. Pipino se enfrentó a los ávaros, así como a los beneventani y a los eslavos del norte. Cuando finalmente surgió un conflicto con el Imperio bizantino a consecuencia de su coronación imperial y de la rebelión de Venecia, la organización política interna era inmejorable. Luis se posicionó al frente de la Marca Hispánica y, al menos en una ocasión, se dirigió al sur de Italia a fin de enfrentarse al duque de Benevento. El hijo de Carlos tomaría Barcelona tras un importante asedio en 797.
La actitud de Carlomagno hacia sus hijas ha sido motivo de gran controversia; las mantuvo en casa junto a él y se negó a permitir que contrajeran matrimonio —probablemente a fin de evitar el establecimiento de subramas familiares que pudieran rebelarse contra la principal, como fue el caso de Tasilón III de Baviera— aunque les permitió mantener relaciones extramaritales, llegando incluso a honrar a sus concubinos, y guardó gran aprecio por los hijos bastardos que engendraban. Al parecer nunca creyó las historias que circulaban en torno a su salvajismo. Tras la muerte de Carlomagno, su hijo Luis las desterró de la corte y las envió a conventos que su padre había elegido. Una de ellas, Bertha, mantuvo una relación, o quizá un matrimonio, con Angilberto, miembro de la corte de su padre.

## Campaña en la península ibérica

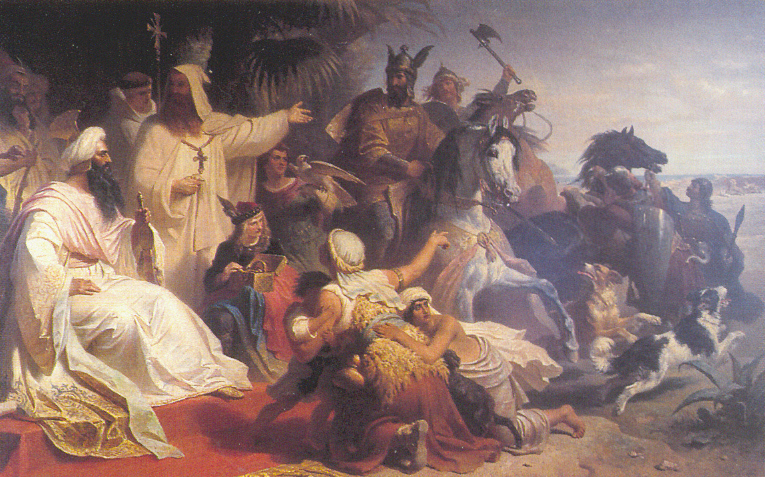
Olio de Julius Kockert de 1864, diplomáticos de Carlomagno en la alianza Abasí-Carolingia.

### La campaña de Roncesvalles
Según el historiador musulmán Ibn al-Athir, la Dieta de Paderborn recibió en 777 a los representantes de los gobernantes musulmanes de Zaragoza, Gerona, Barcelona y Huesca, quienes habían acudido allí debido a que sus señores habían sido arrinconados en la península ibérica por Abderramán I, el emir de Córdoba. Estos gobernantes musulmanes o sarracenos ofrecieron homenaje al gran rey de los francos a cambio de su ayuda militar. Carlomagno, al ver la oportunidad de extender tanto la cristiandad como su propio poder y creyendo que los sajones eran una nación subyugada, acordó dirigirse a la península ibérica.
En 778, dirigió el ejército de Neustria a través de los Pirineos Occidentales, mientras que los austrasios, lombardos y burgundios cruzaban los Pirineos Orientales. Los ejércitos se reunieron en Zaragoza y recibieron el homenaje de Sulayman al-Arabí y Kasmin ibn Yusuf, los gobernantes extranjeros. Sin embargo, Zaragoza no cayó con la rapidez que Carlomagno pensaba; incluso se encontró ante la batalla más difícil que afrontó en toda su carrera y, temiendo una derrota, decidió retirarse y regresar a casa. Carlomagno no podía confiar en los musulmanes ni en los vascones, a quienes se había enfrentado durante su conquista de Pamplona, y estaba abandonando la península por el Paso de Roncesvalles cuando ocurrió uno de los acontecimientos más famosos de todo su reinado: Los vascones cayeron sobre su retaguardia y carros de carga, destruyéndolos. La batalla de Roncesvalles arrojó varios famosos muertos, entre los que se encontraban el senescal Eggihard, el conde del palacio Anselmo y el prefecto de la Marca de Bretaña, Roldán, posterior inspiración del Cantar de Roldán (Chanson de Roland), el famoso cantar de gesta francés.
Desde muy antiguo existía en Toledo una leyenda sobre los supuestos amores de Carlomagno y la princesa Galiana, que sirvieron de argumento a un poema francés del siglo XII titulado Mainet, que según Menéndez Pidal, fue escrito en Toledo por el “juglar de Mainet”, supuestamente uno de los francos afincados en la ciudad, sobre todo en el “arrabal de los francos”.

### La guerra contra al-Ándalus
La conquista de Italia hizo que Carlomagno entrase en contacto con los sarracenos que, en esa época, controlaban el Mediterráneo y ocupaban arduamente a su hijo Pipino. Carlomagno conquistó Córcega y Cerdeña en fechas desconocidas, y las islas Baleares en 799. Dichas islas eran blancos frecuentes de ataques por parte de piratas sarracenos, pero el conde de Génova y Toscana (Bonifacio) los mantuvo a raya mediante el envío de una numerosa flota cuya operatividad se prolongó hasta el fin del reinado de Carlomagno. El rey llegó a tener contacto con la corte del califa en Bagdad: en 797 (o, posiblemente, 801), el califa de Bagdad, Harún al-Rashid, obsequió a Carlomagno con un elefante asiático llamado Abul-Abbas y un reloj. Como situación de fondo, el acercamiento al califato abásida se debía a la enemistad común contra los bizantinos. 
En Hispania, la lucha contra los musulmanes continuó sin disminuir en intensidad durante toda la segunda mitad del reinado de Carlomagno. En 785, los soldados de su hijo Luis, que se encontraba encargado de defender la frontera con España, conquistaron Gerona de forma permanente y extendieron el control franco al litoral catalán; dicho control se mantuvo durante el resto del gobierno de Carlomagno (e incluso siguió siendo nominalmente franco mucho tiempo después, hasta el Tratado de Corbeil en 1258). Los caudillos musulmanes del noreste de la España islámica se sublevaban continuamente contra las autoridades cordobesas y, a menudo, pedían la ayuda de los francos, cuya frontera continuó expandiéndose lentamente hasta 795, año en que Gerona, Cerdaña, Osona y Urgel fueron agrupadas en la nueva Marca Hispánica, dentro del antiguo ducado de Septimania.
En 797 Barcelona, la ciudad principal de la región, cayó ante los francos cuando Zeid, su gobernador, se rebeló contra Córdoba y, tras fracasar, la entregó a Carlomagno. Pese a que las autoridades omeyas consiguieron reconquistarla en 799, Luis marchó junto a todo su ejército, cruzó los Pirineos y asedió la ciudad durante dos años, pasando allí el invierno desde 800 a 801, hasta su rendición. Los francos continuaron arremetiendo contra el emir: en 809 ocuparon Tarragona y, en 811, Tortosa. Esta última conquista los llevó hasta la desembocadura del Ebro y les permitió el acceso a Valencia, lo que impulsó a que el emir Alhakén I reconociera sus conquistas en 812.

## Campañas en el este de Europa

### Guerra contra los sajones

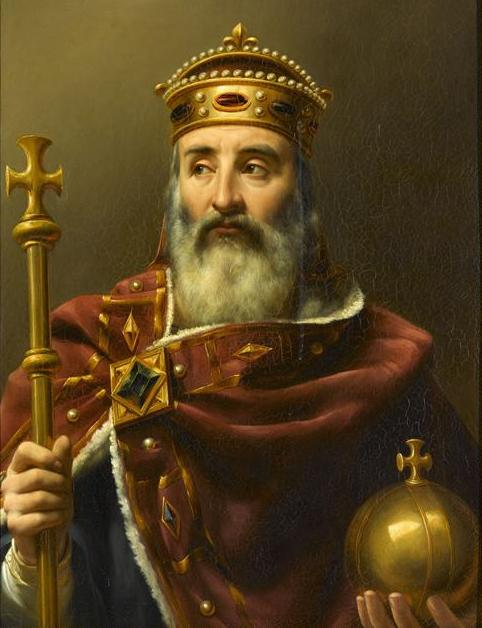
Charlemagne empereur d'Occident, por Louis-Félix Amiel (1839). Museo de la Historia de Francia.

Carlomagno estuvo involucrado en batallas constantes a lo largo de su reino, frecuentemente a la cabeza de sus escuadrones de élite o scara y con su legendaria espada, Joyeuse, en mano. Tras treinta años de guerra, logró conquistar Sajonia y procedió a convertirla al cristianismo, empleando la fuerza siempre que fuera necesario. A finales del siglo VIII el ejército carolingio de cerca de 100 000 hombres en campaña, este incluía una gran cantidad de tropas reclutadas temporalmente de diversas regiones y tribus, unos 10 000 soldados profesionales a tiempo completo, unos 6000 caballeros montados y una cifra similar de mercenarios.
Los sajones fueron distribuidos en cuatro grupos, de acuerdo con sus regiones de pertenencia: Westfalia, que lindaba por el oeste con Austrasia y, más allá, Ostfalia. En medio de estos dos reinos se encontraba el de Angria, y al norte de los anteriores Nordalbingia, en la base de la península de Jutlandia.
Durante su primera campaña, Carlomagno venció a los sajones en Paderborn y obligó a los habitantes de Angria a que, en 772, cortaran y entregaran un irminsul (un pilar de madera sagrado) que se encontraba cerca de Paderborn. La campaña fue interrumpida por su primera expedición a Italia en 774, con la rebelión aún activa. Cuando regresó al año siguiente (775), atravesó Westfalia y conquistó el fuerte sajón de Sigiburg. Luego, cruzó Angria, donde nuevamente derrotó a los sajones. Por último, en Ostfalia, venció a un destacamento sajón y convirtió a su líder, Hessi, al cristianismo. En su camino de vuelta por Westfalia, estableció campamentos en Sigiburg y Eresburg, que hasta entonces habían sido importantes bastiones sajones. Toda Sajonia se hallaba bajo su dominio, a excepción de Nordalbingia; sin embargo, la resistencia sajona no había concluido.
Después de su campaña en Italia subyugando a los duques de Friuli y Spoleto (Rodgaudo e Hildeprando, respectivamente), Carlomagno regresó velozmente a Sajonia en 776, puesto que una revuelta había destruido su fortaleza en Eresburg. Una vez más, los sajones fueron aplastados, pero su líder más importante, el duque Widukind, consiguió escapar a Dinamarca, hogar de su esposa. Carlomagno construyó un nuevo campamento en Karlstadt y, en 777, llamó a una dieta nacional en Paderborn para completar la integración de Sajonia al reino franco. Siguiendo fielmente su política religiosa, hizo bautizar a un considerable número de sajones.
En el verano de 779, invadió nuevamente Sajonia y reconquistó Ostfalia, Angria y Westfalia (perdidas en la rebelión del año anterior). En una dieta realizada cerca de Lippe, dividió el territorio en distintas misiones y asistió en persona a varios bautismos en masa (780). A continuación regresó a Italia y, por primera vez, no hubo una revuelta inmediata sajona. En 780 Carlomagno decretó la pena de muerte para aquellos sajones que no se bautizaran, no celebraran las fiestas cristianas y cremaran a sus muertos. Entre 780 y 782, Sajonia vivió un período de paz.
Carlomagno volvió a Sajonia nuevamente en 782. Estableció un código de leyes y designó varios condes, tanto sajones como francos. Las leyes eran severas en temas religiosos, y el politeísmo germano autóctono quedó en una condición sumamente precaria respecto del cristianismo, lo que despertó antiguos conflictos. Ese mismo año, Widukind regresó en otoño para liderar una nueva revuelta, la cual resultó en varios ataques contra la Iglesia. En respuesta, se cree que Carlomagno ordenó en Verden, Baja Sajonia, la decapitación de 4500 sajones que habían sido capturados practicando su paganismo nativo luego de haberse convertido al cristianismo. El hecho, conocido como la Matanza de Verden, desencadenó dos años de sangrientos conflictos (783-785) que significaron el traslado forzado de unos 30 000 sajones a otras regiones del imperio. Durante esta guerra, el rey franco venció en las batallas de Lippspringe (782) y de Delmont (783) y finalmente consiguió someter a los frisones e incendiar una gran parte de su flota. La guerra concluyó cuando Widukind aceptó ser bautizado en 804.
Tras este hecho, los sajones se mantuvieron en paz durante siete años, hasta que los habitantes de Westfalia volvieron a rebelarse en contra de sus conquistadores. Ostfalia y Nordalbingia se unieron a ellos en 793, pero la sublevación no contó con el apoyo de toda la población y fue sofocada hacia 794. A continuación, se produjo una revuelta en Angria en 796, aunque fue aplacada rápidamente gracias a la presencia de los sajones cristianos, los eslavos y del mismísimo Carlomagno. El último intento independentista ocurrió en 804, más de treinta años después de la primera campaña de Carlomagno en Sajonia. En esta ocasión, la más turbulenta de todas, el pueblo de Nordalbingia se halló a sí mismo incapacitado para volver a conducir una nueva rebelión. Según Eginardo:

La guerra que había durado tantos años concluyó al fin cuando accedieron a los términos ofrecidos por el rey; los cuales consistían en renunciar a sus costumbres religiosas nacionales y a la adoración de demonios, aceptar los sacramentos de la religión y de la fe cristiana, y unirse a los francos para conformar un único pueblo.

La resistencia pagana en Sajonia había finalizado. Para asegurarse de ello Carlomagno ordenó el traslado forzado de 10 000 familias sajonas y la entrega de sus tierras a los leales abroditas.

### Sometimiento de Baviera
En 788, Carlomagno volvió su atención hacia Baviera y acusó a Tasilón de hacer tratos con los ávaros y otros enemigos suyos, rompiendo de este modo su promesa de fidelidad. Sometido a juicio, Tasilón fue depuesto y condenado a muerte, pero Carlos le indultó y se contentó con hacerle rapar y recluirle en el monasterio de Jumièges. Finalmente, en 794 Tasilón fue obligado a renunciar a sus derechos y a los de su familia (los agilolfingos) sobre Baviera, en el sínodo de Fráncfort. Baviera, al igual que Sajonia, fue subdividida en condados por los francos.

### Campaña contra los ávaros
Las guerras de los francos contra los ávaros fueron una serie de campañas bélicas dirigidas por los francos en el Danubio contra los ávaros de Panonia desde 791 hasta 805, que resultaron en la sumisión del kanato ávaro.
Los siguientes dos años, Carlos estuvo atareado tanto con los eslavos como con los sajones. Sin embargo, Pipino y el duque Erico de Friul prosiguieron sus ataques a las fortalezas circulares de los ávaros. El gran «Anillo de los ávaros», su fortaleza de mayor importancia, fue tomada en dos ocasiones. El botín reunido se envió a Carlomagno, quien se encontraba en su capital, Aquisgrán, y la redistribuyó entre sus seguidores y gobernantes extranjeros, incluido el rey Offa de Mercia. Al poco tiempo, los tuduns ávaros desistieron y viajaron a Aquisgrán para someterse a Carlomagno como vasallos y cristianos. Carlos aceptó y uno de los jefes nativos, quien había sido bautizado como Abraham, fue enviado de regreso con el antiguo título de jaghan. Abraham mantuvo la disciplina entre su gente, pero para el año 800 los búlgaros al mando de Krum habían acabado completamente con el estado ávaro. En el siglo X los magiares se establecerían en la llanura panónica, presentando una nueva amenaza para los descendientes de Carlomagno.

### Expediciones contra los eslavos
La expansión territorial que experimentó el Imperio carolingio hasta 789 le llevó a tomar contacto con nuevos vecinos paganos, los eslavos. Carlomagno encabezó un ejército formado por soldados de Austrasia y Sajonia, con el cual cruzó el Elba y entró en tierras abroditas. Los eslavos liderados por Witzin se rindieron de inmediato. Posteriormente, Carlos aceptó la sumisión de los veleti, gobernados por Dragovit, exigiendo rehenes y el permiso para enviar, sin interferencias, misioneros a la región. El ejército alcanzó la región báltica antes de volver sobre sus pasos y dirigirse hacia el Rin con el botín logrado y sin sufrir hostigamientos. El estado tributario eslavo se convirtió en un aliado leal. En 795, cuando se quebró la paz con los sajones, tanto obodritas como veleti se levantaron en armas para acompañar a su nuevo amo en contra de los rebeldes. Witzin murió en combate y Carlomagno lo vengó asolando la región del Elba correspondiente a Ostfalia. Thrasuco, el sucesor de Witzin, lideró a sus hombres en la conquista de Nordalbingia y entregó a los líderes rebeldes a Carlomagno, lo que le valió grandes honores. Los obodritas se mantuvieron leales a Carlos hasta su muerte y luego combatieron contra los daneses.
Carlomagno también centró su atención en los eslavos del sur del jaganato ávaro: los carantanianos y los eslovenos. Estos pueblos fueron sometidos por los lombardos y los bávaros, y convertidos en tributarios, aunque jamás se incorporaron al estado franco.

## Imperio

### Diplomacia imperial
Después de estos acontecimientos el día de la festividad del Nacimiento de nuestro señor Jesucristo se reunieron de nuevo en la susodicha basílica de san Pedro apóstol. Entonces el venerable y benévolo prelado le coronó con sus propias manos con una magnífica corona. Entonces todos los fieles viendo la protección tan grande y el amor que tenía a la santa madre Iglesia romana y a su vicario unánimemente gritaron en alta voz, con el beneplácito de Dios y del bienaventurado San Pedro, portero del reino celestial: ¡A Carlomagno, piadoso augusto, por Dios coronado, grande y pacífico emperador, vida y victoria!
Liber Pontificalis, XCVIII-23-24

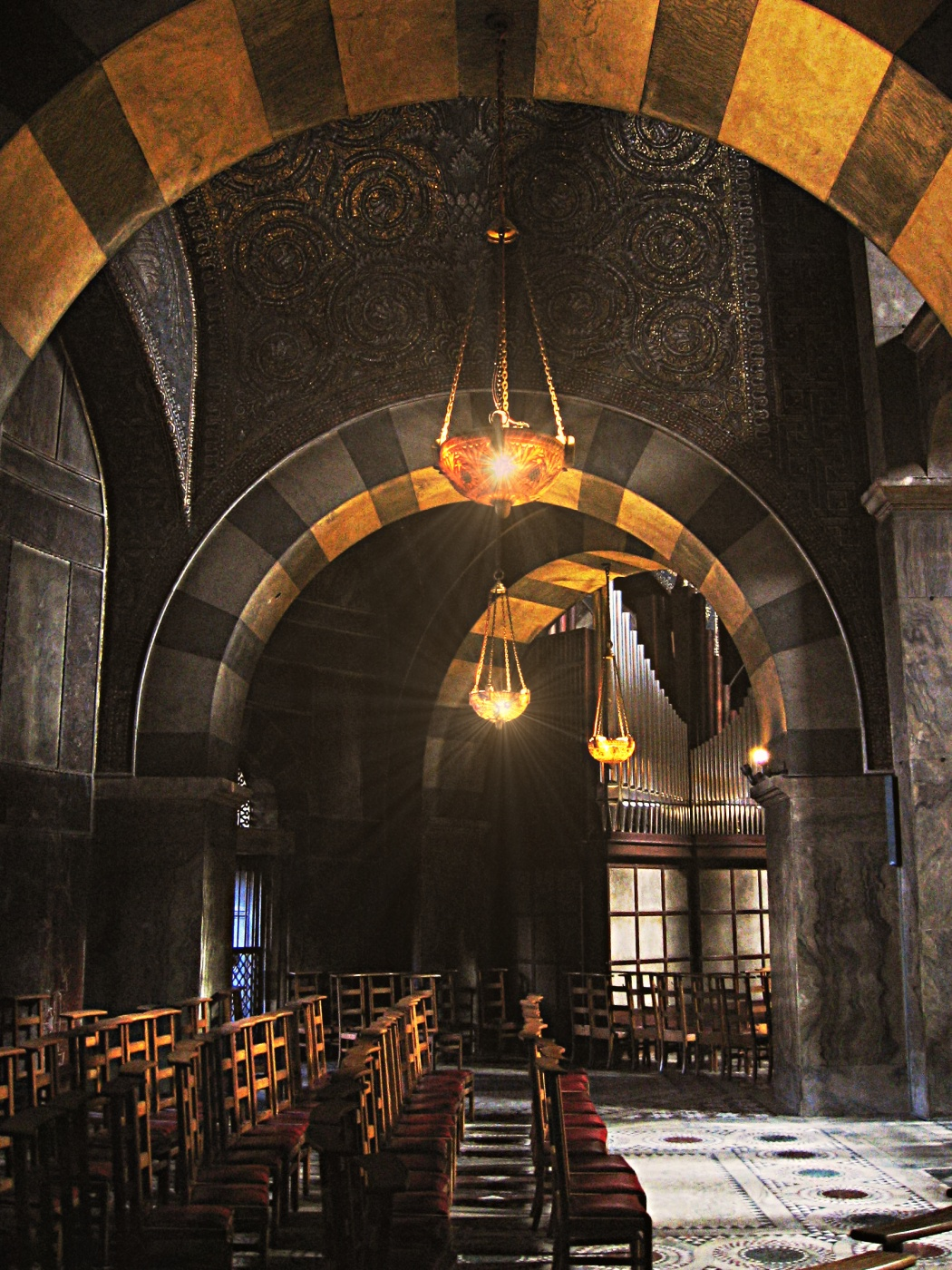
La capilla de Carlomagno en la catedral de Aquisgrán.

El reinado de Carlomagno llegó a su punto decisivo a fines del año 800. En 799, el papa León III había sido atacado por los romanos, quienes intentaron arrancarle los ojos y la lengua. León escapó y se refugió con Carlomagno en Paderborn, solicitándole que interviniera en Roma y restaurara su gobierno. El rey franco, aconsejado por Alcuino de York, aceptó viajar a Roma y así lo hizo en noviembre de 800. El 1 de diciembre realizó una asamblea y, el 23 del mismo mes, León tomó juramento declarándose inocente. Durante la misa celebrada en Navidad (25 de diciembre), cuando Carlomagno se arrodilló para orar ante el altar, el papa lo coronó Imperator Romanorum ('emperador de los romanos') en la basílica de San Pedro. Con este acto, el papa intentaba transferir a Carlos el cargo de Constantinopla. Eginardo señala que Carlomagno ignoraba las intenciones de León y no deseaba dicho nombramiento:

Al principio fue tal la aversión, que declaró que no hubiese puesto un pie en la Iglesia el día que le fueron conferidos [los títulos imperiales], pese a que fue un gran día festivo, de poder haber previsto los designios del papa.

Muchos académicos modernos indican que, en realidad, Carlomagno estaba al tanto de los planes de coronación. Ciertamente, al aproximarse a rezar, no pudo haber dejado de observar la corona engarzada con joyas que aguardaba en el altar. En todo caso, ahora podía aprovechar las circunstancias para afirmar que él era el restaurador del Imperio romano, que aparentemente se había degradado bajo el mando de los bizantinos. No obstante, después de 806, Carlos pasaría a designarse a sí mismo no como Imperator Romanorum ('emperador de los romanos', un título reservado al emperador bizantino), sino como Imperator Romanum gubernans Imperium ('emperador gobernante del Imperio romano').
La iconoclasia de la dinastía isáurica y los consiguientes conflictos religiosos con la emperatriz Irene, quien en el año 800 ocupaba el trono de Constantinopla, probablemente fueran las principales causas por las que el papa deseaba aclamar formalmente a Carlos como emperador romano. Además, también ansiaba incrementar la influencia del papado, honrar a su salvador —Carlomagno— y resolver las cuestiones constitucionales que por entonces afligían a los juristas europeos, en una época en que Roma no se hallaba en manos de un emperador. De este modo, cuando Carlomagno asumió el título de emperador, a los ojos de los francos e italianos no se trató de una usurpación del cargo; pero sí lo fue en Constantinopla, donde Irene y su sucesor, Nicéforo I, protestaron vigorosamente sin que ninguno de ellos lograse algo al respecto.
Sin embargo, los bizantinos siguieron conservando varios territorios en Italia: Venecia (lo que quedaba del Exarcado de Rávena), Reggio (en Calabria), Brindisi (en Apulia) y Nápoles (el Ducado Napolitano). Estas regiones permanecieron fuera del dominio franco hasta 804, cuando los venecianos, desgarrados por luchas internas, transfirieron su lealtad a la Corona Férrea de Pipino, hijo de Carlos. La Pax Nicephori concluyó y Nicéforo asoló las costas con una flota y, así, comenzó la única guerra entre bizantinos y francos. Los enfrentamientos se prolongaron hasta 810, cuando el bando probizantino en Venecia le confirió una vez más el dominio de la ciudad al Imperio bizantino y los dos emperadores de Europa hicieron las paces: Carlomagno recibió la península de Istria, y en 812 el emperador Miguel I Rangabé reconoció su condición de emperador.

### Los ataques daneses
Tras la conquista de Nordalbingia, el territorio franco colindaba con Escandinavia. Los paganos daneses, «una raza casi desconocida para sus ancestros; [de Carlos]. Pero destinada a ser ampliamente conocida por sus hijos», tal como los describió Charles Oman, habitaban la península de Jutlandia habían oído muchas de las historias relatadas por Widukind y sus aliados, quienes se refugiaron en la corte danesa, así como de la ferocidad con la que el rey cristiano trataba a sus vecinos paganos.
En 808, el rey danés, Godofredo, construyó la gran Danevirke a lo largo del istmo de Schleswig. Esta muralla defensiva, que en un principio medía 30 km de largo, fue utilizada por última vez durante la Guerra de los Ducados en 1864. La Danevirke tenía por objeto proteger a los daneses, al mismo tiempo que le proporcionaba a Godofredo la oportunidad de saquear Frisia y Flandes por medio de ataques vikingos. Además, el danés sometió a los veleti, aliados de los francos, y combatió a los obodritas.
Godofredo invadió Frisia y bromeaba con visitar Aquisgrán. Sin embargo, no pudo hacer tal cosa ya que fue asesinado, aunque se ignora si a manos de un asesino franco o de uno de sus propios hombres. Godofredo fue sucedido por su sobrino Hemming, quien firmó el Tratado de Heiligen con Carlomagno a finales de 811.

## Muerte

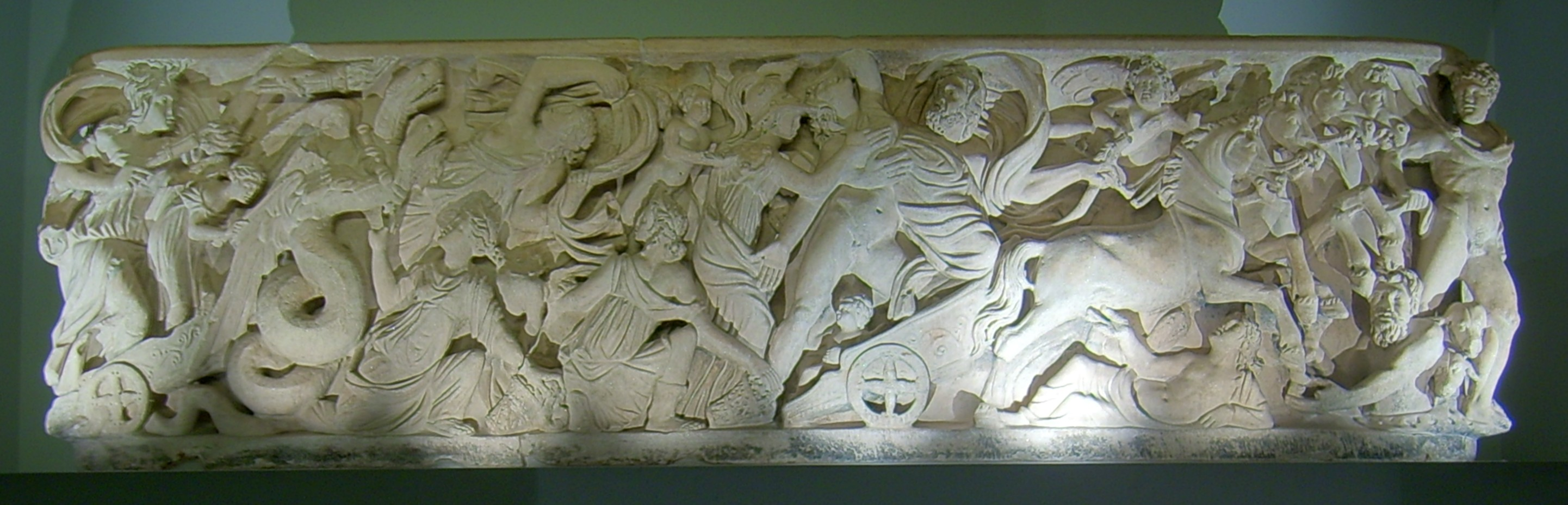
El «sarcófago de Perséfone», donde se cree que descansaron los restos de Carlomagno.

En 813, Carlomagno convocó a su corte a Ludovico Pío, rey de Aquitania y su único hijo superviviente. Una vez allí, lo coronó con sus propias manos como coemperador para luego enviarlo de regreso a Aquitania. A continuación, pasó el otoño de cacería antes de volver a Aquisgrán el 1 de noviembre. En enero de 814, enfermó de pleuritis (Eginardo 59) y el 21 cayó en coma. Eginardo cuenta que:

Murió el veintiocho de enero, el séptimo día desde que cayó en cama, a las nueve de la mañana, tras participar de la eucaristía, en su septuagésimo segundo año de vida y el cuadragésimo séptimo de su reinado.

Carlos fue sepultado el mismo día de su muerte en la catedral de Aquisgrán, pese a que el clima frío y la naturaleza de su enfermedad no imponían apuro alguno a su entierro. Un relato posterior, narrado por Oto de Lomello, conde del palacio de Aquisgrán en época de Otón III, indicaría que él y el emperador Otón habían descubierto la tumba de Carlomagno; estos dos hombres sentaron al emperador en un trono, le vistieron con una corona y un cetro de celebración y cubrieron con ostentosas ropas su cuerpo incorrupto. En 1165, el emperador Federico I abrió de nuevo la tumba y trasladó el cuerpo a un sarcófago que emplazó debajo del suelo de la catedral. En 1215, Federico II volvería a introducirle en un ataúd de oro y plata.
La muerte de Carlomagno afectó profundamente a muchos de sus cortesanos, en especial a aquellos que formaban una especie de «camarilla literaria» adherida al emperador en Aquisgrán. Así se lamenta un anónimo monje de Bobbio:

Desde las tierras donde se alza el sol hasta las playas occidentales la gente llora y se lamenta... los francos, los romanos y todos los cristianos se duelen con enorme preocupación... jóvenes y ancianos, gloriosos nobles, todos lamentan la pérdida de su César... el mundo lamenta la muerte de Carlos... Cristo, tú que gobiernas los cielos, concede a Carlos un lugar tranquilo en tu reino. Para mi desgracia.

Fue sucedido por su hijo superviviente, Ludovico, quien había sido coronado el año anterior. Su imperio permaneció intacto una sola generación más; la historiografía afirma que la división efectiva entre los hijos de Ludovico dio pie a la formación de los modernos estados de Francia y Alemania.

## Administración
Carlomagno destaca como administrador merced a las numerosas reformas que se llevaron a cabo durante su reinado: económicas, gubernamentales, militares, culturales y eclesiásticas. Constituye el protagonista del «renacimiento carolingio».

### Reformas económicas y monetarias

Monograma de Carlomagno, elaborado a partir de un diploma real: «Signum (monogr.: KAROLVS) Caroli gloriosissimi regis».

Carlomagno desempeñó un importante papel a la hora de sentar las bases del futuro económico europeo. Siguiendo las reformas de su padre, abolió el sistema monetario basado en el oro sou y, junto al rey anglosajón Offa de Mercia, impulsó el sistema que había puesto en marcha Pipino. En esa época existían razones pragmáticas para tomar esta decisión, principalmente la escasez de oro en sí, consecuencia del tratado de paz que se había firmado con Bizancio, la cesión de Venecia y Sicilia, y el fin de las relaciones comerciales con África y Oriente.
Comenzó a circular una nueva moneda, la libra carolingia (cuyo nombre deriva de la libra romana, la libra moderna), basada en una libra de plata, una unidad tanto monetaria como de peso, equivalente a 20 sous (del latín solidus, que fue utilizado principalmente en registros contables pero sin ser nunca acuñado, y del cual deriva el chelín moderno) o 240 deniers (del latín denarius, el penique moderno). Durante este período, la livre y el sou fueron unidades de cuenta, mientras que solo el denier era una moneda real.
Carlomagno instituyó los principios de la contabilidad mediante el capitulare de villis (802), escrito que establece una serie de normas por las que debían ser registrados todos los ingresos y gastos públicos.
A su vez, con un esfuerzo en ganar mayor control sobre el reino, Carlomagno limitó el poder sobre los condes, exigiendo, entre otras, la prestación de servicios fuera de sus propiedades familiares y eran cambiados periódicamente de lugar en lugar de residir de por vida en un solo condado, también instauró que los cargos fueran ejercidos por nombramiento, evitando que los hijos de los condes, muchas veces ineficientes para las tareas de gestión y control del territorio, heredaran de forma automática los cargos de sus padres. En tanto, a fin de no someter el conocimiento del estado de sus territorios únicamente a la visión o relatos de sus condes instauró el sistema de missi dominici, los "mensajeros del señor rey", siendo estos dos hombres — uno laico y otro eclesiástico —, enviados a cada región a fin de vigilar la ejecución de los deseos del rey.
La usura fue prohibida, lo que fue reforzado en 814, cuando se introdujo la Capitulare de los judíos, por la cual se prohibía a los judíos prestar dinero.
Además de estas prácticas macroeconómicas, el monarca franco llevó a cabo un importante número de ejercicios microeconómicos, tales como el control directo sobre los precios o los gravámenes especiales a determinados bienes y productos básicos.
Carlomagno aplicó este sistema a gran parte del continente europeo; paralelamente, el sistema de Offa se adoptó de forma voluntaria en Inglaterra. Tras la muerte del monarca franco, la moneda europea sufrió una importante degradación, haciendo que la mayor parte de Europa adoptara el uso de la moneda británica hasta c. 1100.

### Reformas educativas
Gran parte del éxito de Carlomagno como militar y administrador puede atribuirse a su admiración por el aprendizaje. A causa del renacimiento de la enseñanza, la literatura, el arte y la arquitectura que los caracteriza, ciertos historiadores se refieren a su reinado y a su época bajo el nombre de renacimiento carolingio. Carlomagno entró en contacto con la cultura y la educación presente en otros países, especialmente en la España visigoda, la Inglaterra anglosajona y la Italia lombarda, merced a sus conquistas. Durante su reinado se multiplicaron las escuelas monásticas y scriptorias existentes en Francia. Los escolares carolingios copiaron y preservaron muchas de las obras clásicas latinas que habían sobrevivido. De hecho, los primeros manuscritos disponibles en los textos antiguos tienen su origen en esta época: casi todos los textos que sobrevivieron hasta su reinado sobreviven hoy en día. Muchos hombres que trabajaban para el emperador indican la existencia del carácter paneuropeo que tenía la influencia carolingia: Alcuino, un anglosajón de York; Teodulfo, un visigodo de Septimania; Pablo el diácono, lombardo; Pedro de Pisa y Paulino de Aquilea, italianos; y Angilberto, Angilramm, Eginardo y Waldo de Reichenau, francos.
Carlomagno mostró un serio interés en las becas y en la promoción de las artes liberales en la corte. Ordenó que todos sus descendientes fueran bien educados. Él mismo estudió gramática con Pablo el diácono; retórica, dicción y astronomía con Alcuino, y aritmética con Eginardo. Este último menciona el único fracaso académico de Carlomagno, el no saber escribir: trató de aprender en su vejez practicando durante su tiempo libre en su cama la formación de las letras en libros y tablas de cera que escondía bajo la almohada, «sus esfuerzos llegaron demasiado tarde y dieron poco fruto». Su capacidad para leer se ha puesto en tela de juicio, pues Eginardo no hace referencia a la misma en ningún momento, ni está avalada por fuente contemporánea alguna.

### Reformas culturales

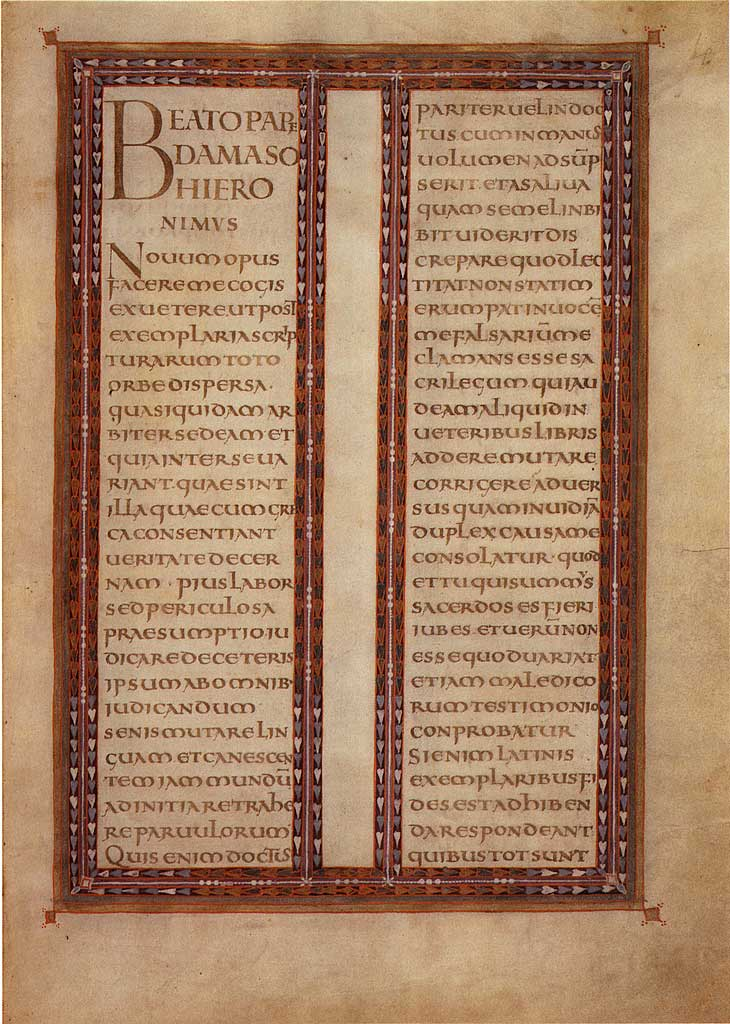
Página del Codex Aureus de Lorsch, escrito durante el reinado de Carlomagno.

Durante el reinado de Carlomagno, la letra romana mayúscula y su modalidad cursiva, que había dado lugar a diversas letras minúsculas, se combinaron con determinados tipos de letra empleados en los monasterios ingleses e irlandeses. La minúscula carolingia fue creada a partir de esta combinación durante el reinado del emperador homónimo. Es probable que participara en su concepción Alcuino de York, hombre que trabajaba en la escuela de palacio y en el scriptorium de Aquisgrán. A pesar de ello, el carácter revolucionario de la reforma carolingia ha podido ser sobrestimado; los esfuerzos por dominar las intrincadas caligrafías merovingia y germánica ya estaban presentes antes de que Alcuino llegara a Aquisgrán. La nueva minúscula fue difundida primero desde Aquisgrán, y posteriormente desde el influyente scriptorium de Tours, donde Alcuino ingresó como abad.

### Reformas políticas
Carlomagno realizó numerosas reformas que no tenían precedente entre sus antecesores en el trono de los francos; no obstante, optó por continuar con muchas prácticas tradicionales, como la división del reino entre los hijos.

#### Organización
El rey carolingio ejerció el bannum, el derecho a reinar y comandar. Gozaba de la jurisprudencia suprema en materia judicial, legislaba, lideraba el ejército, y tenía el deber de defender a la Iglesia y a los desfavorecidos. Su administración llevó a cabo un intento de organizar y adherir al reino la iglesia y la nobleza; no obstante, el reino era dependiente de la eficiencia y la lealtad de ambos órdenes.
En cuanto a las regiones fronterizas peligrosas, instauró un sistema de funcionarios conocidos como margraves, término devenido de mark graf, conde de distrito fronterizo o marca, si bien los condes eran títulos nobiliarios ya existentes en el reinado merovingio.
Si bien podemos resaltar muchas reformas organizativas y económicas de Carlomagno, sostiene el historiador Jackson Spielvogel, no debemos imaginar un funcionamiento eficiente del sistema gubernamental, dado que los funcionarios debían cubrir grandes distancias a caballo, lo cual imposibilitaba un verdadero control de Carlomagno y sus colaboradores sobre los asuntos locales. La cohesión del imperio simplemente se mantenía por la lealtad personal al rey, infundida muchas veces por el miedo a la fortaleza militar y a la coacción que éste era capaz de ejercer.

#### Coronación imperial

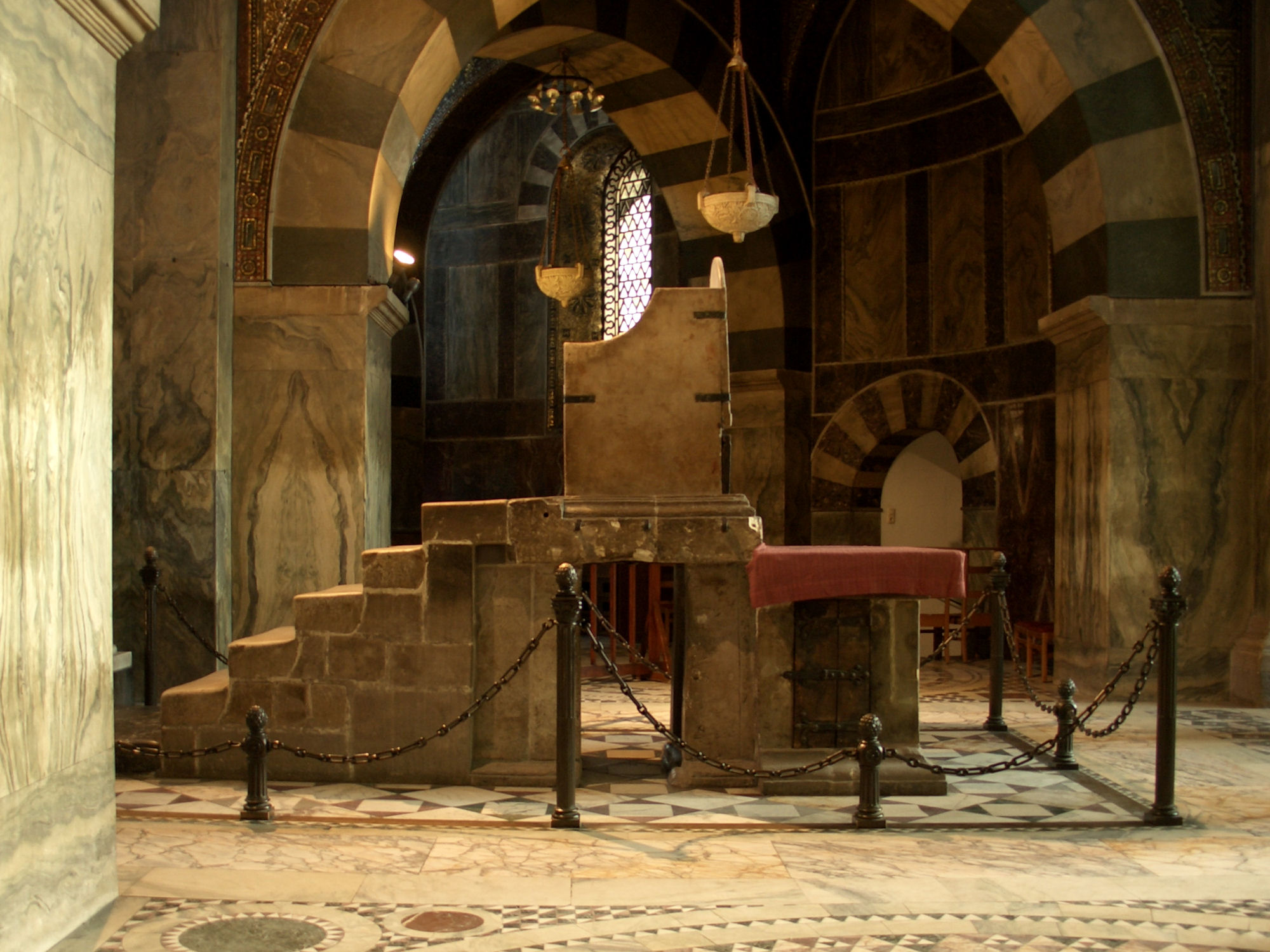
Trono de Carlomagno en la catedral de Aquisgrán.

Los historiadores han debatido durante largo tiempo si Carlomagno era consciente de que el papa tenía la intención de coronarle emperador antes de que dicho nombramiento se hiciera efectivo. No obstante, este debate ha ensombrecido a otro mucho más importante: por qué razón se concedió este título al monarca franco, y por qué razón este lo aceptó.
Roger Collins señala que «los motivos que sitúan la aceptación del título imperial como consecuencia de un interés romántico y antiguo por resucitar el Imperio romano son sumamente improbables». Por un lado, tal aspecto romántico no habría llamado la atención ni de los francos ni de los católicos de principios del siglo IX, puesto que éstos desconfiaban de la herencia clásica. Los francos se vanagloriaban de haber «combatido y sacudido de sus hombros el pesado yugo romano» y del «conocimiento obtenido a través del bautismo, ataviando en oro y piedras preciosas los cuerpos de los santos mártires a quienes los romanos habían matado con fuego, espadas y animales salvajes», tal como describió Pipino en una ley emitida en el año 763 o 764. Además, el nuevo título conllevaba el riesgo de que el emperador «introdujese cambios drásticos en las formas y procedimientos tradicionales de gobierno» o «centrase su atención en asuntos de Italia o el Mediterráneo con mayor frecuencia», lo que amenazaba alienar al líder franco.
Tanto para el papa como para Carlomagno, el Imperio romano seguía siendo un poder importante dentro de la política europea de la época, y aun conservaba una parte considerable del territorio de Italia, con fronteras no muy lejos de la mismísima ciudad de Roma. Se trata del imperio al cual la historiografía ha denominado Imperio bizantino, puesto que su capital era Constantinopla —la antigua Bizancio— y cuyo pueblo, gobernantes y costumbres tornaron poco a poco hacia sus raíces griegas. Ciertamente, Carlomagno estaba usurpando las prerrogativas del emperador romano de Constantinopla, en primer lugar, con el sencillo acto de poder juzgar al papa:

¿Por quién, no obstante, podría él [el papa] ser juzgado? ¿Quién, en otras palabras, estaba cualificado para emitir un juicio acerca del Vicario de Cristo? En circunstancias normales la única respuesta posible a esta pregunta sería el emperador de Constantinopla, pero en ese momento Irene ocupaba el trono imperial. Que la emperatriz fuera famosa por haber cegado y asesinado a su propio hijo era algo, para León y Carlos, irrelevante: sencillamente se trataba de una mujer. Ambos creían que el sexo femenino era incapaz de gobernar, y la tradición sálica impedía que ocurriera. Por lo que respecta a Europa Occidental, el trono bizantino estaba vacío: Irene no era más que una prueba, si es que se necesitara alguna más, del envilecimiento en el que había caído el Imperio romano.
John Julius Norwich Byzantium: The Early Centuries, pag. 378

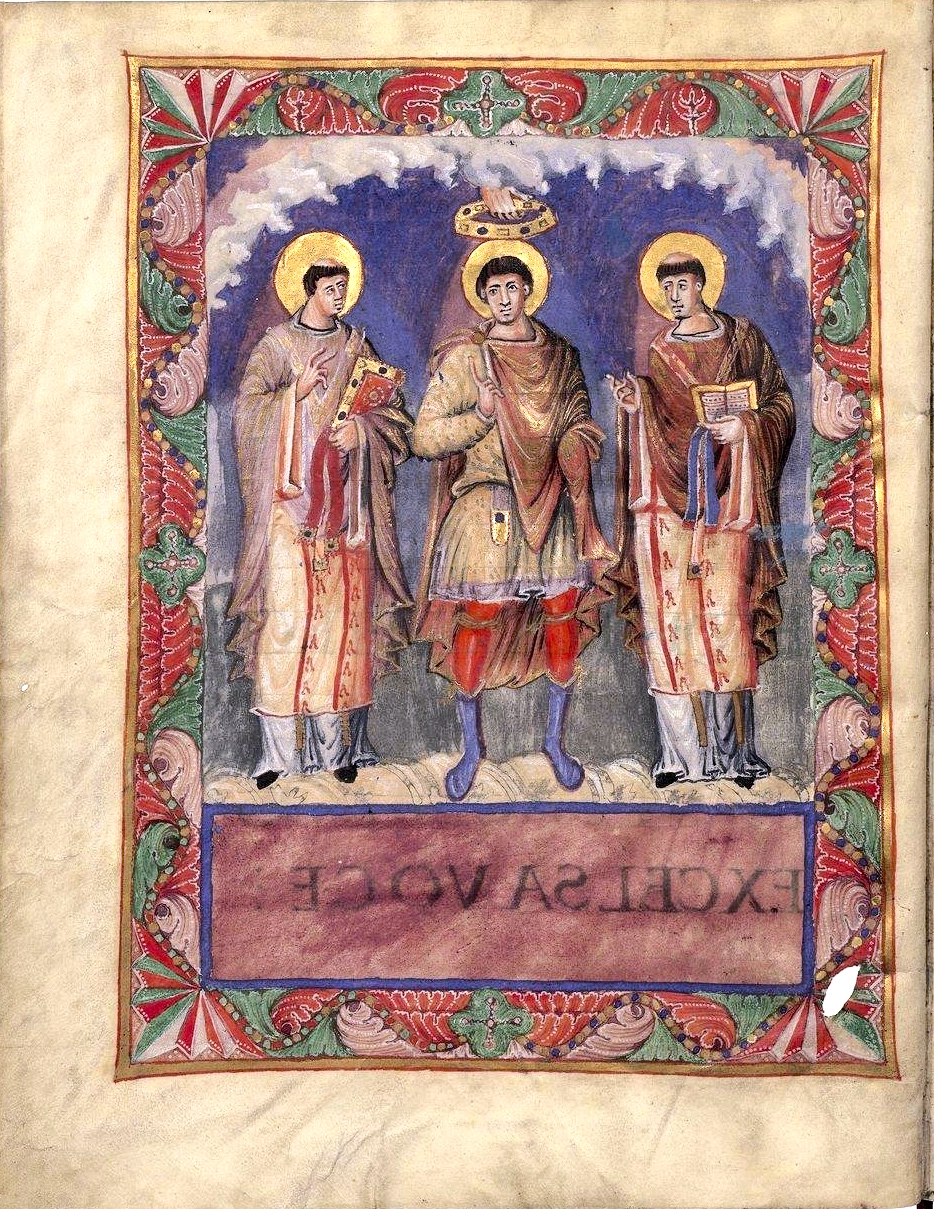
Coronación de un rey idealizado, presente en el sacramentario de Carlos el Calvo (c. de 870).

Por ello, para el papa «no había ningún emperador en el trono bizantino en esa época». No obstante, Henri Pirenne pone en duda esta cuestión al afirmar que la coronación «no se vio alterada por el hecho de que en ese momento una mujer estuviera reinando en Constantinopla». Desde 727, el papado había mantenido una tensa relación con los predecesores de Irene en el trono de Constantinopla. Esta tensión diplomática había sido provocada por la adhesión de los bizantinos a la cultura iconoclasta y la destrucción de imágenes cristianas. En 750, el poder secular del Imperio bizantino en Italia Central había sido neutralizado. Al conceder la corona imperial a Carlomagno, el papa se arrogaba a sí mismo «el derecho de nombrar al emperador de los romanos, haciendo de la corona imperial un regalo personal suyo, y al mismo tiempo concediéndose de forma implícita una cierta superioridad sobre un emperador al que él mismo había creado». Además, «los bizantinos se habían mostrado incapaces de hacer honor a su posición militar, doctrinal y políticamente, por lo que el papa estaba en la obligación de reemplazarlos por un monarca occidental: un hombre que por su sabiduría, su capacidad política y su poder territorial se destacara por encima de sus coetáneos».

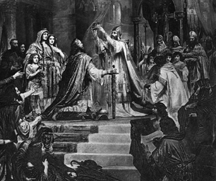
Representación de la coronación imperial de Carlomagno.

Con la coronación de Carlomagno «se mantenía la unidad del Imperio romano, y los dos [Carlomagno y León] tenían la responsabilidad de mantener su cohesión, con Carlos como su emperador.» Aunque existía la posibilidad de que «la coronación, con todo lo que implicaba, sería airadamente rechazada en Constantinopla». Observando las circunstancias del nombramiento de Carlos desde un punto de vista realista, el papa y el propio Carlomagno debieron darse cuenta de que existían pocas posibilidades de que los bizantinos aceptaran al monarca de los francos como su emperador. Alcuino habla esperanzadamente en sus cartas de un Imperium Christianum ('Imperio cristiano') en el que, «del mismo modo que en el Imperio romano, los habitantes estuvieran unidos por una ciudadanía común». Asimismo, la responsabilidad de mantener una unidad imperial recaería en la fe cristiana. Pirenne comparte este punto de vista al afirmar que «Carlos era el emperador de la ecclesia concebida por el papado, de la Iglesia romana, reconocida como la Iglesia universal.»
Independientemente, de acuerdo con los escritos del cronista Teófanes, la primera reacción de Carlomagno tras su coronación fue enviar una embajada a Irene a través de la cual le proponía matrimonio. Inesperadamente, la reacción de la basilissa fue favorable a este enlace, ya que la ayudaría a consolidarse en el trono. Sólo el rechazo de los bizantinos a esta unión y la concepción de una conspiración que tenía como objetivo derrocar a Irene y nombrar emperador a Nicéforo —cosa que finalmente ocurriría— hicieron a Carlomagno abandonar los planes de boda. Tras este fracaso, Carlomagno redujo al mínimo el alcance de su título e hizo que el pueblo se dirigiera a él como «Rex francorum et langobardum» («rey de los francos y los lombardos»).
El título de emperador se mantuvo en su familia durante todo su reinado y el de su hijo, siendo abandonado tras el conflicto que enfrentó a los descendientes de Luis por alcanzar la supremacía del Estado franco. No obstante, el papado no olvidó el título ni renunció a su derecho de concederlo. Cuando la dinastía carolingia cesó de producir herederos considerados «dignos», el papa optó por coronar a cualquier líder italiano capaz de protegerle de sus enemigos. La arbitrariedad que caracterizaba a la concesión del título abrió la puerta —como era de esperar— a su desaparición durante casi cuarenta años (924-962). Finalmente, en la Roma de una Europa radicalmente diferente a la de Carlomagno, el papa volvió a coronar (962) a un «emperador romano». Este nuevo emperador, Otón el Grande, vinculó este título a los monarcas alemanes durante casi un milenio, ya que la historiografía le considera el primer representante del Sacro Imperio Romano Germánico. Otón era el sucesor de Carlomagno, y por ende, el de Augusto.

#### Divisio regnorum
En 806, Carlomagno realizó las primeras previsiones a fin de dividir su Imperio a su muerte. A Carlos el Joven le habría legado Austrasia, Neustria, Sajonia, Borgoña y Turingia; a Pipino Italia, Baviera y Suabia; a Luis Aquitania, la Marca Hispánica y la Provenza. No existe mención alguna a los títulos imperiales, no obstante, ciertos historiadores han afirmado que el monarca franco consideraba los títulos como una recompensa que debía ganarse cada uno, y no como una herencia.
Esta división podría haber sido efectiva, pero los fallecimientos de Pipino (810) y Carlos (811) obligaron a Carlomagno a reconsiderar el reparto. En 813 brindó a Luis la oportunidad de reinar con él hasta su muerte, al coronarle y nombrarle coemperador y correy de los francos. La única parte del Imperio que no concedió a su heredero fue Italia, prometida años atrás a Pipino, hijo ilegítimo de Bernardo.

## Relaciones de Carlomagno con la Iglesia y el Papado
Carlomagno continuó la política de su padre Pipino el Breve de alianza y defensa del Papado. En el caso de Carlomagno, a las razones políticas para ello se agregaba su auténtico convencimiento sobre las bondades de un Imperio cristiano en el cual el emperador y el papa colaboraban mutuamente. Todavía joven y algo inexperto en sus relaciones con el papa Adriano I, con su sucesor León III Carlomagno estableció naturalmente la supremacía del emperador sobre el papa.
En el caso de Adriano I, Carlomagno lo sostuvo frente a los lombardos. Debe destacarse que las relaciones entre Carlomagno y Adriano I fueron siempre buenas y mutuamente provechosas pues se trataba de dos personalidades destacadas cuyos fines, en el fondo, eran complementarios y ellos supieron reconocerlo.
Debemos destacar que la relación entre el papa y el emperador contribuyó a acrecentar grandemente el prestigio del Papado. En efecto, esta relación fue clave para acelerar enormemente el lento proceso –duró siglos– que paulatinamente fue convirtiendo al papa, de su rol original de obispo de Roma casi en igualdad de condiciones con los obispos de otras diócesis importantes e incluso inferior al Patriarca de Constantinopla, en jefe de la cristiandad.
A la muerte de Adriano I, su sucesor, León III, enfrentó una rebelión de las familias aristocráticas de Roma y fue depuesto. Apeló a Carlomagno, quien se personó en Roma con un ejército y presidió un sínodo en el que actuó como juez del papa, ya que sus detractores acusaban a León III de adulterio y de perjurio. El sínodo dio por bueno el juramento de León III de que era inocente de los cargos y lo absolvió, devolviéndole la tiara pontificia.
Lo importante de este hecho más allá de lo anecdótico es su simbología: Carlomagno actuó como juez del papa. Con ello, estableció la supremacía del emperador. No obstante, al recibir la corona del Imperio de manos del Pontífice —Eginhardo consignó después que Carlomagno no hubiera concurrido ese día a la basílica de San Pedro de haber sabido lo que se proponía a hacer León III; es obvio que Carlomagno estaba de acuerdo con su coronación como emperador pero tal vez hubiera objetado que fuera el papa y no él mismo quien pusiera la corona sobre su cabeza— se generó un peligroso antecedente que más adelante tendría consecuencias catastróficas para la dignidad imperial, entregada como fue a reyezuelos por una serie de débiles y corruptos papas, hasta que Otón I la rescató bajo el nombre de Sacro Imperio Romano Germánico de la ignominia en que había caído.

### Beatificación
Carlomagno fue venerado como santo popular en el Sacro Imperio Romano Germánico y en algunos otros lugares después del siglo XII. En 1165 fue canonizado por el Antipapa Pascual III por pedido de Federico I Barbarroja. En 1179, el Tercer Concilio de Letrán anuló todas sus ordenanzas, incluida la canonización. A pesar de esto, fue muy venerado en Europa desde mediados del siglo XIV, principalmente en Francia y Alemania. Esto hizo que el Papa Benedicto XIV aprobara su culto, refiriéndose a él con el título de beato.
En años posteriores su culto perdió visibilidad y ya no se incluye en el martirologio romano. Actualmente solo la diócesis de Aquisgrán y dos abadías suizas celebran oficialmente su fiesta el 28 de enero.

## Causas de la rápida disgregación del Imperio después de su muerte
A pesar de sus esfuerzos y su empeño, Carlomagno no logró dotar a su Imperio de una organización política que pudiera subsistir por sí misma a las amenazas que se cernían sobre él. Toda la organización del Imperio descansaba sobre una condición necesaria: la fidelidad de los nobles al emperador y rey de los francos y de los lombardos. Todo ello en un contexto económico y social en el cual los condados se volvían cada vez más autónomos: en principio, como resultaba muy costoso mantener a un guerrero a caballo con todo su equipamiento, solo los grandes propietarios podían permitírselo y los restantes hombres libres no tenían otra alternativa que encomendarse a un señor como vasallos. Hay que destacar que no existía un ejército permanente en el Reino de los Francos sino que se realizaban levas de armas y cada guerrero debía equiparse por su cuenta. Se vivía en una sociedad rural cuya economía era la agricultura de subsistencia, la población de las ciudades había disminuido y estaba reducida a su mínima expresión mientras que el comercio occidental había prácticamente desaparecido a partir del dominio del Mediterráneo por los árabes. La burguesía aún no había surgido como clase social y las provincias tenían que subsistir con sus propios recursos.
Así, entre el emperador y los hombres libres cada vez cobró más fuerza la casta intermediaria de los nobles a quienes sus vasallos debían responder. Era solo cuestión de tiempo que en un tan extenso Imperio en el cual las comunicaciones eran tan escasas y deficientes, los vasallos respondieran más a sus señores locales que al emperador. Mientras Carlomagno vivió, su extraordinario prestigio, su mano firme y su férrea voluntad hicieron que se le obedeciera por encima de la desintegración que estaba en ciernes. Únicamente si su sucesor hubiera sido un rey con los talentos de Carlomagno hubiera tenido el Imperio posibilidades de sobrevivir. Pero su hijo Carlos, quien tenía un gran talento militar y a quien Carlomagno había confiado algunas de sus misiones más difíciles, no le sobrevivió.
Ya en vida de Carlomagno se había producido un hecho que marca el debilitamiento de la fidelidad sobre la base de la cual estaba erigido el esqueleto del Imperio. En el verano del año 807 muy pocos de los señores y guerreros convocados a la asamblea anual se presentaron y, por primera vez, la asamblea no pudo realizarse. Fue un hecho sin precedentes. Carlomagno lo interpretó como una rebelión a su autoridad, envió a sus missi a investigar cada condado y castigó con edictos esa creciente deserción.
Muerto Carlomagno y con su hijo y sucesor Luis el Piadoso en el trono, los hechos se precipitaron. Las guerras civiles entre el monarca y sus hijos acabaron con el prestigio del emperador. La mágica fidelidad que a esa altura solo se mantenía por la extraordinaria figura de Carlomagno desapareció y el Imperio, ya herido de muerte, terminó de naufragar merced a la exacerbación de los ataques de los nórdicos, dando paso al pleno auge del feudalismo.
El Imperio era inviable dadas las condiciones económicas, políticas y sociales de la época y solo la figura de Carlomagno había podido sostenerlo. Sus sucesores iban a sufrir la misma suerte que sus antepasados le habían prodigado a los últimos reyes merovingios: primero la pérdida del poder efectivo, que se trasladó en este caso a los grandes señores feudales, y finalmente la pérdida del trono, que en Germania pasó a la casa de Sajonia –paradójicamente, el país que había conquistado Carlomagno– y en Francia a los Capetos.
En el año 843, tras la muerte de Luis el Piadoso, los tres hermanos sobrevivientes Carlos el Calvo, Luis el Germánico y Lotario celebraron un tratado en la ciudad de Verdún, por el cual dividieron las posesiones que hubieren pertenecido a su abuelo Carlos el Grande, a saber: Carlos el Calvo (843-877) obtuvo las tierras francas del oeste, que formaron el núcleo de lo que posteriormente sería Francia; Luis el Germánico (843-876) tomó las tierras del este, las cuales serían el semillero de la posterior Alemania, y Lotario (840-855) recibió el título de un "Reino Medio" que se extendía desde el mar del Norte hasta Italia, e incluía los Países Bajos, las tierras adyacentes al Rin y el norte de Italia. 

## Impacto cultural

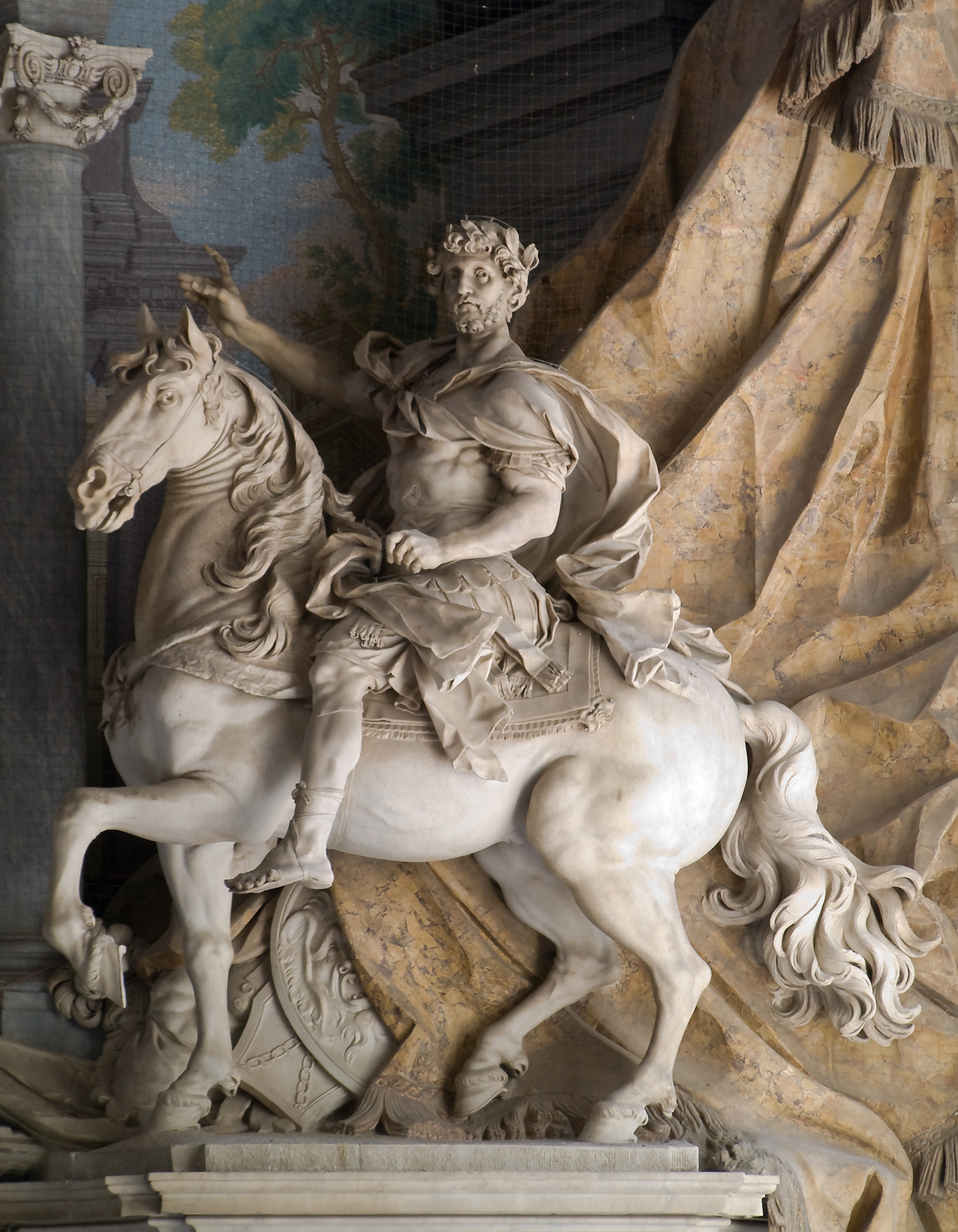
Estatua ecuestre de Carlomagno, Agostino Cornacchini (1725), basílica de San Pedro en Vaticano.

El nombre y la figura de Carlomagno son y han sido atemporales. El autor de Visio Karoli Magni —escrita hacia 865— emplea extractos de la obra de Eginardo y datos obtenidos a partir de sus propias observaciones acerca del declive de la familia de Carlomagno tras las disensiones internas que desembocaron en una guerra civil (840-843) como base para escribir acerca de una visión en la que se le apareció el espíritu de Carlos.
Carlomagno —que se convirtió en un modelo de caballero, al formar parte de los Nueve de la Fama— ejerció un profundo impacto en la cultura europea. La materia de Francia, uno de los más importantes ciclos literarios medievales, tiene en Carlomagno a uno de sus personajes centrales. Además, en el famoso Cantar de Roldán se narra la batalla de Roncesvalles, en la que combatieron el célebre Roldán y los paladines franceses análogos a los caballeros de la Mesa Redonda de la corte del rey Arturo. Dichos cuentos constituyen el primer cantar de gesta de la historia.

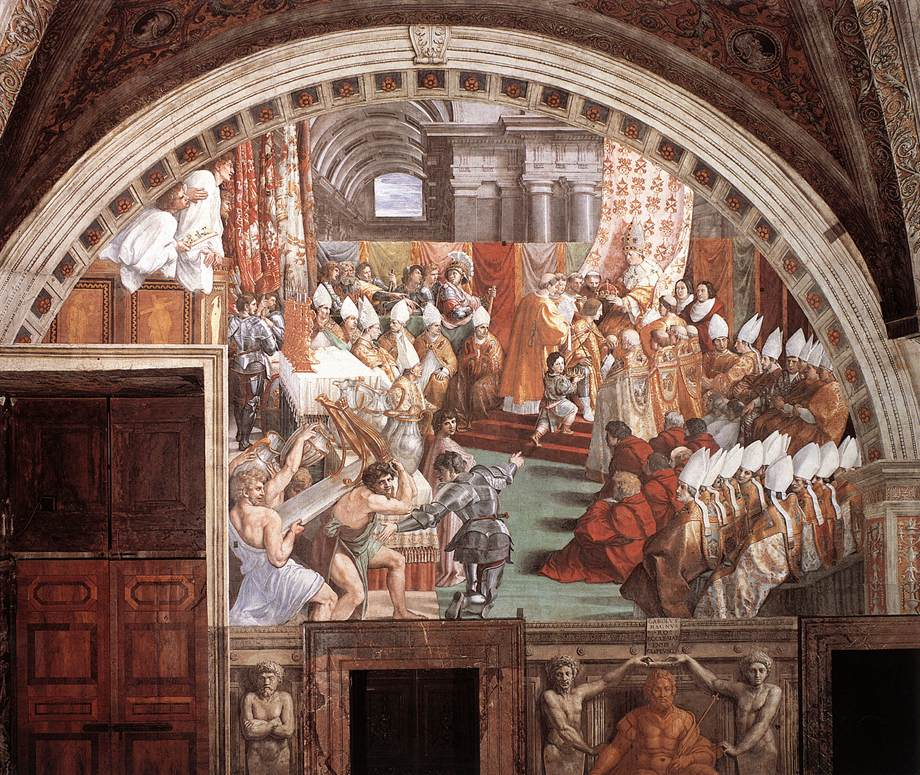
La Coronación de Carlomagno, por los ayudantes de Rafael, circa 1516-1517.

En el siglo XII se reconoció su santidad dentro de las fronteras del Sacro Imperio romano. Su canonización —oficiada por el antipapa Pascual III a fin de obtener el favor de Federico Barbarroja (1165)— no fue reconocida por la Santa Sede, que anuló todas las ordenanzas de Pascual tras la celebración del Tercer Concilio de Letrán (1179). No obstante, finalmente se confirmaría su beatificación.
Se ha afirmado que Carlomagno apoyó la inserción del Filioque en el Credo de Nicea. Los francos habían heredado la creencia visigoda de que el Espíritu Santo procedía de Dios Padre y del Hijo (Filioque); y durante el reinado de Carlomagno, los francos obviaron lo estipulado en el Concilio de Constantinopla y declararon que el Espíritu Santo sólo procedía del Padre. El papa León III se opuso a dicha creencia e hizo tallar el Credo de Nicea en las puertas de la basílica de San Pedro sin la ofensiva frase. La insistencia de los francos desembocó en un declive de las relaciones entre Roma y Francia. No obstante, la Iglesia católica acabó adoptando esta frase, enemistándose esta vez con Constantinopla. Este hecho es contemplado como uno más de los muchos precursores del Cisma de Oriente, sucedido siglos más tarde.
Sus cuatro esposas legítimas y su probable docena de concubinas regulares, así como los rumores infundados de relaciones incestuosas con su hermana, propiciaron una imagen de excesos sexuales por parte de Carlomagno. De este modo, el relato medieval acerca de la visión del monje Wetti de Reichenau lo sitúa en el infierno, donde un animal furioso devoraba continuamente los genitales del emperador, dado que estos se regeneraban sin cesar.
En la Divina Comedia su espíritu se aparece a Dante en el «cielo de Marte» acompañado de otros «soldados de la fe».
Según la etimología popular el Carro de la constelación de la Osa Mayor recibía el nombre de «Carro de Carlos» (Charles's Wain) en honor a Carlomagno.
Los voluntarios franceses de la Wehrmacht y la ulterior Waffen-SS se organizaron durante la Segunda Guerra Mundial en una unidad llamada 33.ª División de Granaderos SS Voluntarios Charlemagne. Una unidad alemana de la Waffen-SS empleó el nombre de «Karl der Große» durante el año 1943, pero acabó llamándose 10.ª División Panzer SS Frundsberg.
La ciudad de Aquisgrán concede desde 1949 un premio internacional llamado Karlspreis der Stadt Aachen en su honor. Se galardona anualmente a los «hombres de mérito que han promovido la idea de una unidad occidental a través de sus esfuerzos políticos, económicos y literarios». Entre los laureados se encuentran el Conde Richard Coudenhove-Kalergi, fundador del movimiento paneuropeo, Alcide De Gasperi, y Winston Churchill.
La publicación semanal británica The Economist, centrada en noticias internacionales, dedica un artículo llamado «Carlomagno» a algún líder gubernamental europeo.

## Familia

### Matrimonios y herederos

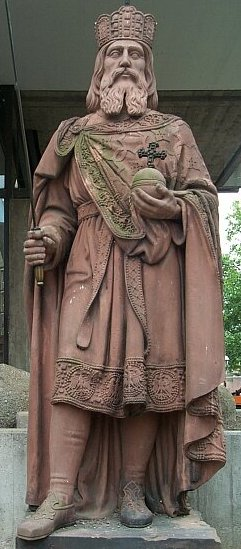
Estatua de Carlomagno en Fráncfort del Meno

Carlomagno engendró veinte hijos con ocho de sus diez esposas o concubinas conocidas.
- Con Himiltruda mantuvo su primera relación, cuya naturaleza suele describirse como un concubinato, un matrimonio legal o un friedelehe.[44] De esta unión nacieron dos hijos:
  - Amaudru, una niña.[45]
  - Pipino el Jorobado (c. 769-811)
- Carlomagno se separó de Himiltruda cuando se casó en 770 con Desiderata, hija del rey de los lombardos Desiderio; matrimonio anulado en 771,
- Después se casó con Hildegarda (757 o 758-783). El matrimonio, celebrado en 771, terminó con la muerte de esta (783). De este matrimonio nacieron nueve niños:
  - Carlos el Joven (c. 772-4 de diciembre de 811), duque de Maine coronado rey de los francos el 25 de diciembre de 800.
  - Pipino de Italia (773-8 de julio de 810). Su trastataranieto será Hugo el Grande (dinastía de los Capetos).
  - Adalhaid (774). Nació mientras sus padres se encontraban de campaña en Italia. Se le envió a Francia, pero murió antes de llegar a Lyon.
  - Rotruda (or Hruodrud) (775-6 de junio de 810)
  - Luis (778-20 de junio de 840). Gemelo de Lotario. Coronado rey de Aquitania (781), sacro emperador romano (813) y emperador senior (814).
  - Lotario (778-6 de febrero de 779/780). Gemelo de Luis. Falleció durante su infancia.[46]
  - Bertha (779-826)
  - Gisela (781-808)
  - Hildegarda (782-783)
- Contrajo matrimonio con Fastrada desde 784 hasta la muerte de esta (794). Fruto de este matrimonio nacieron:
  - Teodrada (784-¿?), abadesa de Argenteuil.
  - Hiltruda (787-¿?)
- Su última esposa fue Lutgarda, con la que se casó en 794. No nació ningún hijo de este matrimonio.

### Concubinatos e hijos ilegítimos
- Su primera concubina conocida fue Gersuinda. Con ella tuvo:
  - Adeltruda (774-¿?)
- Su segunda concubina conocida fue Madelgarda. Con ella tuvo:
  - Rutilda (¿?-852), abadesa de Faremoutiers
- Su tercera concubina conocida fue Amaltruda de Vienne. Con ella tuvo:
  - Alpaida (n. 794)
- Su cuarta concubina conocida fue Regina. Con ella tuvo:
  - Drogo (801-855). Arzobispo de Metz desde 823 y abad de Luxeuil.
  - Hugo (802-844), archicanciller del Imperio.
- Su quinta concubina conocida fue Adelinda. Con ella tuvo:
  - Richbod (805-844). Abad de Saint-Riquier.
  - Teodorico (807-¿?)

## Títulos
| Títulos Reales Carolingios  |                                                                                          |                                           |
| Predecesor: Pipino el Breve | Rey de los Francos 768-814 junto a Carlomán I (768-771) y Carlos el Joven (800-811)      | Sucesor: Luis I el Piadoso (Ludovico Pío) |
| Predecesor: Desiderio       | Rey de los lombardos 774-814 junto con Pipino de Italia (781-810) y Bernardo I (810-814) | Sucedido por: Bernardo I de Italia        |
| Predecesor: Título creado   | Emperador carolingio 800-814 junto a Luis I (813-814)                                    | Sucesor: Luis I el Piadoso (Ludovico Pío) |

- Datos: Q3044
- Multimedia: Carolus Magnus / Q3044
- Citas célebres: Carlomagno